# System ligowy piłki nożnej w Anglii
System ligowy opiera się na hierarchiczności lig, powiązanych ze sobą zasadą awansów i spadków. Kluby, które zajmą pierwsze pozycje w lidze wspinają się po stopniach „piramidy” piłkarskiej coraz wyżej, zaś te plasujące się na ostatnich lokatach spadają do coraz niższych klas ligowych. Teoretycznie jest możliwe, aby klub z najniższej ligi, awansując rok po roku wygrał Premier League, czyli zdobył mistrzostwo Anglii. Praktycznie jest to właściwie niemożliwe, a nawet jeśli to po wielu latach „wspinaczki” po stopniach ligowych. Awanse nie są automatyczne, bo pomiędzy niektórymi ligami trzeba oprócz sportowych spełniać kryteria finansowo-organizacyjne. Piramida piłkarska w Anglii liczy ponad 7 000 klubów, nie licząc drużyn z lig, które nie należą do piramidy. 
Pięć najwyższych lig stanowi szczebel "centralny" (brak podziału na grupy). Niższe ligi mają stopniowo coraz więcej równoległych grup, które pokrywają coraz to mniejszy obszar geograficzny. W Anglii wszystkie klasy rozgrywkowe nie były podporządkowane związkowi krajowemu, lub jego regionalnym oddziałom. Ligi były autonomiczne, nie powiązane z systemem ligowym, czyli nie powiązane systemem spadków i awansów. Spowodowane jest to tradycją historyczna angielskiej piłki. Lokalne ligi tworzyły się niezależnie od zawodowej The Football League. Jeśli klub chciał grać w innej lidze (np. w The FL) musiał składać podania i spełniać wymogi organizacyjne, oraz zdać się na decyzję władz docelowej ligi. Przez wiele lat najlepsze zespoły spoza FL, nie dostawały zezwolenia gry w FL przez władze FL. Na początku XXI wieku w Anglii zaczęto dążyć do wcielenia wszystkich amatorskich lig do systemu ligowego. Pomimo tego istnieją wciąż ligi, które nie wchodzą w jego skład, a uznawane są przez lokalne ligi wchodzące w skład systemu. Niezależne klasy mogą stać się częścią systemu ligowego jeśli zgłoszą taką chęć i spełnią określone wymogi. Angielski Związek Piłkarski (The Football Association) kontroluje rozgrywki lig na poziomie od I do XI.

## Struktura
Najwyższą klasą ligą jest Premier League (zrzeszającą w jednej grupie 20 najlepszych zawodowych klubów Anglii i Walii), potocznie zwana Premiership. Stanowi pierwszą ligę w piramidzie ligowej.
Niżej znajduje się The Football League, którą tworzą trzy ligi:
- The Championship (24 kluby) – II poziom rozgrywkowy,
- League One (24 kluby) – III poziom rozgrywkowy,
- League Two (24 kluby) – IV poziom rozgrywkowy.

92 kluby Premiership i The FL są i zawsze były w pełni zawodowe.
Najwyższą ligą „nie-ligowej piłki” (non-League Football) jest Football Conference (V poziom rozgrywkowy) liczący 24 kluby. 
Niżej są 2 grupy VI ligi – Conference North (22 kluby), Conference South (22 kluby). Część klubów V i VI ligi jest zawodowa, część pół zawodowa. Poniżej V klasy ligowej stopniowo przeważają kluby amatorskie.
Niżej znajdują się trzy ligi regionalne, które opierają się na podziale geograficznym, choć istnieją pewne wyjątki od tej reguły. Northern League (północ Anglii), Southern League (południe, Midlands, części Walii), Isthmian League (południowy wschód z Londynem).
VII liga składa się z trzech grup: Northern Premier League Premier Division (24 kluby), Southern Football League Premier Division (24 kluby), Isthmian Premier Division (24 kluby).
VIII ligę tworzy 6 grup, po 2 grupy należące do każdej z trzech lig:
- NPL First Div.North, NPL First Div. South,
- SFL Div. One Midlands, SFL Div. One South &West,
- IL Div. One North, IL Div. One South

Kluby z lig IX - XI biorą udział w pucharze Anglii, są też składnikami Narodowego Systemu Ligowego (National League System), obejmującego poziomy rozgrywek 5-11. 
Kluby z lig XII i niższych połączone są z NLS zasadą awansów i spadków, ale nie wchodzą w skład NLS, nie mają prawa uczestniczyć w eliminacjach do pucharu Anglii. Okręgi mają swoje własne puchary.
Od IX ligi zaczyna się system podregionalnych lig, które mają różne nazewnictwo swych poziomów rozgrywkowych, ale łączy je to, że każda z nich ma wiele lig jeszcze niższych, które pokrywają coraz to mniejsze obszary geograficzne. Drabina rozgrywek w zależności od regionu sięga do 16 ligi, lub do 24 ligi dla okręgu Bristol. Bristol Downs FL Division 4 jest najniższym w Anglii poziomem rozgrywek.

## Piramida
| Poziom | Klasa rozgrywkowa | Klasa rozgrywkowa | Klasa rozgrywkowa | Klasa rozgrywkowa | Klasa rozgrywkowa | Klasa rozgrywkowa |
| ------ | --- | --- | --- | --- | --- | --- |
| 1      | Premier League 20 klubów | Premier League 20 klubów | Premier League 20 klubów | Premier League 20 klubów | Premier League 20 klubów | Premier League 20 klubów |
| 2      | Football League Championship (Sky Bet Championship) 24 kluby | Football League Championship (Sky Bet Championship) 24 kluby | Football League Championship (Sky Bet Championship) 24 kluby | Football League Championship (Sky Bet Championship) 24 kluby | Football League Championship (Sky Bet Championship) 24 kluby | Football League Championship (Sky Bet Championship) 24 kluby |
| 3      | Football League One (Sky Bet League 1) 24 kluby | Football League One (Sky Bet League 1) 24 kluby | Football League One (Sky Bet League 1) 24 kluby | Football League One (Sky Bet League 1) 24 kluby | Football League One (Sky Bet League 1) 24 kluby | Football League One (Sky Bet League 1) 24 kluby |
| 4      | Football League Two (Sky Bet League 2) 24 kluby | Football League Two (Sky Bet League 2) 24 kluby | Football League Two (Sky Bet League 2) 24 kluby | Football League Two (Sky Bet League 2) 24 kluby | Football League Two (Sky Bet League 2) 24 kluby | Football League Two (Sky Bet League 2) 24 kluby |
| 5      | Conference National (Vanamara National League) 24 kluby | Conference National (Vanamara National League) 24 kluby | Conference National (Vanamara National League) 24 kluby | Conference National (Vanamara National League) 24 kluby | Conference National (Vanamara National League) 24 kluby | Conference National (Vanamara National League) 24 kluby |
| 6      | Conference North (Blue Square Conference North) 22 kluby | Conference North (Blue Square Conference North) 22 kluby | Conference North (Blue Square Conference North) 22 kluby | Conference South (Blue Square Conference South) 22 kluby | Conference South (Blue Square Conference South) 22 kluby | Conference South (Blue Square Conference South) 22 kluby |
| 7      | Northern Premier League Premier Division (UniBond League Premier Division) 24 kluby | Northern Premier League Premier Division (UniBond League Premier Division) 24 kluby | Southern Football League Premier Division (British Gas Business Football League Premier Division) 24 kluby | Southern Football League Premier Division (British Gas Business Football League Premier Division) 24 kluby | Isthmian League Premier Division (Ryman Football League Premier Division) 24 kluby | Isthmian League Premier Division (Ryman Football League Premier Division) 24 kluby |
| 8      | Northern Premier League First Division North (UniBond League First Division North) 22 kluby | Northern Premier League First Division South (UniBond League First Division South) 22 kluby | Southern Football League Division One Midlands (British Gas Business Football League Division One Midlands) 22 kluby | Southern Football League Division One South & West (British Gas Business Football League Division One South & West) 22 kluby | Isthmian League Division One North (Ryman Football League Division One North) 24 kluby | Isthmian League Division One South (Ryman Football League Division One South) 24 kluby |
| 9      | North West Counties Football League Division One 22 kluby Northern Counties East Football League Premier Division 23 kluby Northern League Division One (Arngrove Northern League Division One) 23 kluby Western Football League Premier Division (Toolstation League Premier Division) 21 klubów Wessex League Premier Division (Sydenhams Wessex League Premier Division) 22 kluby Sussex County Football League Division 1 20 klubów Hellenic Football League Premier Division (Sport Italia Hellenic League Premier Division) 20 klubów Midland Football Alliance (Polymac Services Midland Football Alliance) 22 kluby United Counties Football League Premier Division (Eagle Bitter United Counties League Premier Division) 19 klubów Eastern Counties Football League Premier Division (Ridgeons Football League Premier Division) 20 klubów Spartan South Midlands Football League Premier Division (Minerva Footballs Spartan South Midlands Football League Premier Division) 22 kluby Combined Counties Football League Premier Division (Cherry Red Records Combined Counties League Premier Division) 21 klubów Essex Senior Football League 20 klubów Southern Counties East League 20 klubów (Wszystkie ligi na tym poziomie są równoległe) | North West Counties Football League Division One 22 kluby Northern Counties East Football League Premier Division 23 kluby Northern League Division One (Arngrove Northern League Division One) 23 kluby Western Football League Premier Division (Toolstation League Premier Division) 21 klubów Wessex League Premier Division (Sydenhams Wessex League Premier Division) 22 kluby Sussex County Football League Division 1 20 klubów Hellenic Football League Premier Division (Sport Italia Hellenic League Premier Division) 20 klubów Midland Football Alliance (Polymac Services Midland Football Alliance) 22 kluby United Counties Football League Premier Division (Eagle Bitter United Counties League Premier Division) 19 klubów Eastern Counties Football League Premier Division (Ridgeons Football League Premier Division) 20 klubów Spartan South Midlands Football League Premier Division (Minerva Footballs Spartan South Midlands Football League Premier Division) 22 kluby Combined Counties Football League Premier Division (Cherry Red Records Combined Counties League Premier Division) 21 klubów Essex Senior Football League 20 klubów Southern Counties East League 20 klubów (Wszystkie ligi na tym poziomie są równoległe) | North West Counties Football League Division One 22 kluby Northern Counties East Football League Premier Division 23 kluby Northern League Division One (Arngrove Northern League Division One) 23 kluby Western Football League Premier Division (Toolstation League Premier Division) 21 klubów Wessex League Premier Division (Sydenhams Wessex League Premier Division) 22 kluby Sussex County Football League Division 1 20 klubów Hellenic Football League Premier Division (Sport Italia Hellenic League Premier Division) 20 klubów Midland Football Alliance (Polymac Services Midland Football Alliance) 22 kluby United Counties Football League Premier Division (Eagle Bitter United Counties League Premier Division) 19 klubów Eastern Counties Football League Premier Division (Ridgeons Football League Premier Division) 20 klubów Spartan South Midlands Football League Premier Division (Minerva Footballs Spartan South Midlands Football League Premier Division) 22 kluby Combined Counties Football League Premier Division (Cherry Red Records Combined Counties League Premier Division) 21 klubów Essex Senior Football League 20 klubów Southern Counties East League 20 klubów (Wszystkie ligi na tym poziomie są równoległe) | North West Counties Football League Division One 22 kluby Northern Counties East Football League Premier Division 23 kluby Northern League Division One (Arngrove Northern League Division One) 23 kluby Western Football League Premier Division (Toolstation League Premier Division) 21 klubów Wessex League Premier Division (Sydenhams Wessex League Premier Division) 22 kluby Sussex County Football League Division 1 20 klubów Hellenic Football League Premier Division (Sport Italia Hellenic League Premier Division) 20 klubów Midland Football Alliance (Polymac Services Midland Football Alliance) 22 kluby United Counties Football League Premier Division (Eagle Bitter United Counties League Premier Division) 19 klubów Eastern Counties Football League Premier Division (Ridgeons Football League Premier Division) 20 klubów Spartan South Midlands Football League Premier Division (Minerva Footballs Spartan South Midlands Football League Premier Division) 22 kluby Combined Counties Football League Premier Division (Cherry Red Records Combined Counties League Premier Division) 21 klubów Essex Senior Football League 20 klubów Southern Counties East League 20 klubów (Wszystkie ligi na tym poziomie są równoległe) | North West Counties Football League Division One 22 kluby Northern Counties East Football League Premier Division 23 kluby Northern League Division One (Arngrove Northern League Division One) 23 kluby Western Football League Premier Division (Toolstation League Premier Division) 21 klubów Wessex League Premier Division (Sydenhams Wessex League Premier Division) 22 kluby Sussex County Football League Division 1 20 klubów Hellenic Football League Premier Division (Sport Italia Hellenic League Premier Division) 20 klubów Midland Football Alliance (Polymac Services Midland Football Alliance) 22 kluby United Counties Football League Premier Division (Eagle Bitter United Counties League Premier Division) 19 klubów Eastern Counties Football League Premier Division (Ridgeons Football League Premier Division) 20 klubów Spartan South Midlands Football League Premier Division (Minerva Footballs Spartan South Midlands Football League Premier Division) 22 kluby Combined Counties Football League Premier Division (Cherry Red Records Combined Counties League Premier Division) 21 klubów Essex Senior Football League 20 klubów Southern Counties East League 20 klubów (Wszystkie ligi na tym poziomie są równoległe) | North West Counties Football League Division One 22 kluby Northern Counties East Football League Premier Division 23 kluby Northern League Division One (Arngrove Northern League Division One) 23 kluby Western Football League Premier Division (Toolstation League Premier Division) 21 klubów Wessex League Premier Division (Sydenhams Wessex League Premier Division) 22 kluby Sussex County Football League Division 1 20 klubów Hellenic Football League Premier Division (Sport Italia Hellenic League Premier Division) 20 klubów Midland Football Alliance (Polymac Services Midland Football Alliance) 22 kluby United Counties Football League Premier Division (Eagle Bitter United Counties League Premier Division) 19 klubów Eastern Counties Football League Premier Division (Ridgeons Football League Premier Division) 20 klubów Spartan South Midlands Football League Premier Division (Minerva Footballs Spartan South Midlands Football League Premier Division) 22 kluby Combined Counties Football League Premier Division (Cherry Red Records Combined Counties League Premier Division) 21 klubów Essex Senior Football League 20 klubów Southern Counties East League 20 klubów (Wszystkie ligi na tym poziomie są równoległe) |
| 10     | North West Counties Football League Division Two 19 klubów Northern Counties East Football League Division One 22 kluby Northern League Division Two (Arngrove Northern League Division Two) 22 kluby Western Football League Division One (Toolstation League Division One) 22 kluby Wessex League Division One (Sydenhams Wessex League Division One) 19 klubów Sussex County Football League Division 2 18 klubów Hellenic Football League Division One West (Sport Italia Hellenic League Division One West) 15 klubów Hellenic Football League Division One East (Sport Italia Hellenic League Division One East) 14 klubów United Counties Football League Division One (Eagle Bitter United Counties League Division One) 16 klubów Eastern Counties Football League First Division (Ridgeons Football League First Division) 19 klubów Spartan South Midlands Football League Division One (Minerva Footballs Spartan South Midlands Football League Division One) 16 klubów Combined Counties Football League Division One (Cherry Red Records Combined Counties League Division One) 16 klubów West Midlands Regional League Premier Division (Express & Star West Midlands League Premier Division) 22 kluby Midland Football Combination Premier Division 20 klubów Kent Invicta League 15 klubów East Midlands Counties League 19 klubów South West Peninsula League Premier Division 20 klubów (Wszystkie ligi na tym poziomie są równoległe) | North West Counties Football League Division Two 19 klubów Northern Counties East Football League Division One 22 kluby Northern League Division Two (Arngrove Northern League Division Two) 22 kluby Western Football League Division One (Toolstation League Division One) 22 kluby Wessex League Division One (Sydenhams Wessex League Division One) 19 klubów Sussex County Football League Division 2 18 klubów Hellenic Football League Division One West (Sport Italia Hellenic League Division One West) 15 klubów Hellenic Football League Division One East (Sport Italia Hellenic League Division One East) 14 klubów United Counties Football League Division One (Eagle Bitter United Counties League Division One) 16 klubów Eastern Counties Football League First Division (Ridgeons Football League First Division) 19 klubów Spartan South Midlands Football League Division One (Minerva Footballs Spartan South Midlands Football League Division One) 16 klubów Combined Counties Football League Division One (Cherry Red Records Combined Counties League Division One) 16 klubów West Midlands Regional League Premier Division (Express & Star West Midlands League Premier Division) 22 kluby Midland Football Combination Premier Division 20 klubów Kent Invicta League 15 klubów East Midlands Counties League 19 klubów South West Peninsula League Premier Division 20 klubów (Wszystkie ligi na tym poziomie są równoległe) | North West Counties Football League Division Two 19 klubów Northern Counties East Football League Division One 22 kluby Northern League Division Two (Arngrove Northern League Division Two) 22 kluby Western Football League Division One (Toolstation League Division One) 22 kluby Wessex League Division One (Sydenhams Wessex League Division One) 19 klubów Sussex County Football League Division 2 18 klubów Hellenic Football League Division One West (Sport Italia Hellenic League Division One West) 15 klubów Hellenic Football League Division One East (Sport Italia Hellenic League Division One East) 14 klubów United Counties Football League Division One (Eagle Bitter United Counties League Division One) 16 klubów Eastern Counties Football League First Division (Ridgeons Football League First Division) 19 klubów Spartan South Midlands Football League Division One (Minerva Footballs Spartan South Midlands Football League Division One) 16 klubów Combined Counties Football League Division One (Cherry Red Records Combined Counties League Division One) 16 klubów West Midlands Regional League Premier Division (Express & Star West Midlands League Premier Division) 22 kluby Midland Football Combination Premier Division 20 klubów Kent Invicta League 15 klubów East Midlands Counties League 19 klubów South West Peninsula League Premier Division 20 klubów (Wszystkie ligi na tym poziomie są równoległe) | North West Counties Football League Division Two 19 klubów Northern Counties East Football League Division One 22 kluby Northern League Division Two (Arngrove Northern League Division Two) 22 kluby Western Football League Division One (Toolstation League Division One) 22 kluby Wessex League Division One (Sydenhams Wessex League Division One) 19 klubów Sussex County Football League Division 2 18 klubów Hellenic Football League Division One West (Sport Italia Hellenic League Division One West) 15 klubów Hellenic Football League Division One East (Sport Italia Hellenic League Division One East) 14 klubów United Counties Football League Division One (Eagle Bitter United Counties League Division One) 16 klubów Eastern Counties Football League First Division (Ridgeons Football League First Division) 19 klubów Spartan South Midlands Football League Division One (Minerva Footballs Spartan South Midlands Football League Division One) 16 klubów Combined Counties Football League Division One (Cherry Red Records Combined Counties League Division One) 16 klubów West Midlands Regional League Premier Division (Express & Star West Midlands League Premier Division) 22 kluby Midland Football Combination Premier Division 20 klubów Kent Invicta League 15 klubów East Midlands Counties League 19 klubów South West Peninsula League Premier Division 20 klubów (Wszystkie ligi na tym poziomie są równoległe) | North West Counties Football League Division Two 19 klubów Northern Counties East Football League Division One 22 kluby Northern League Division Two (Arngrove Northern League Division Two) 22 kluby Western Football League Division One (Toolstation League Division One) 22 kluby Wessex League Division One (Sydenhams Wessex League Division One) 19 klubów Sussex County Football League Division 2 18 klubów Hellenic Football League Division One West (Sport Italia Hellenic League Division One West) 15 klubów Hellenic Football League Division One East (Sport Italia Hellenic League Division One East) 14 klubów United Counties Football League Division One (Eagle Bitter United Counties League Division One) 16 klubów Eastern Counties Football League First Division (Ridgeons Football League First Division) 19 klubów Spartan South Midlands Football League Division One (Minerva Footballs Spartan South Midlands Football League Division One) 16 klubów Combined Counties Football League Division One (Cherry Red Records Combined Counties League Division One) 16 klubów West Midlands Regional League Premier Division (Express & Star West Midlands League Premier Division) 22 kluby Midland Football Combination Premier Division 20 klubów Kent Invicta League 15 klubów East Midlands Counties League 19 klubów South West Peninsula League Premier Division 20 klubów (Wszystkie ligi na tym poziomie są równoległe) | North West Counties Football League Division Two 19 klubów Northern Counties East Football League Division One 22 kluby Northern League Division Two (Arngrove Northern League Division Two) 22 kluby Western Football League Division One (Toolstation League Division One) 22 kluby Wessex League Division One (Sydenhams Wessex League Division One) 19 klubów Sussex County Football League Division 2 18 klubów Hellenic Football League Division One West (Sport Italia Hellenic League Division One West) 15 klubów Hellenic Football League Division One East (Sport Italia Hellenic League Division One East) 14 klubów United Counties Football League Division One (Eagle Bitter United Counties League Division One) 16 klubów Eastern Counties Football League First Division (Ridgeons Football League First Division) 19 klubów Spartan South Midlands Football League Division One (Minerva Footballs Spartan South Midlands Football League Division One) 16 klubów Combined Counties Football League Division One (Cherry Red Records Combined Counties League Division One) 16 klubów West Midlands Regional League Premier Division (Express & Star West Midlands League Premier Division) 22 kluby Midland Football Combination Premier Division 20 klubów Kent Invicta League 15 klubów East Midlands Counties League 19 klubów South West Peninsula League Premier Division 20 klubów (Wszystkie ligi na tym poziomie są równoległe) |
| 11     | Anglian Combination Premier Division 16 klubów Bedfordshire Football League Premier Division 14 klubów Cambridgeshire County League Premier Division 18 klubów Central Midlands League North Division 17 klubów Central Midlands League South Division 18 klubów Dorset Premier Football League 18 klubów East Berkshire Football League Premier Division 13 klubów East Sussex Football League Premier Division 12 klubów Essex and Suffolk Border Football League Premier Division 16 klubów Essex Olympian Football League Division One 13 klubów Gloucestershire County League 18 klubów Hertfordshire Senior County League Premier Division 16 klubów Kent County League Premier Division 15 klubów Leicestershire Senior League Premier Division 18 klubów Liverpool County Premier League Premier Division 16 klubów Manchester Football League Premier Division 19 klubów Mid Cheshire Football League Division One 16 klubów Mid-Sussex Football League Premier Division 14 klubów Midland Football Combination Division One 17 klubów Middlesex County Football League Premier Division 16 klubów North Berks Football League Division One 12 klubów | Anglian Combination Premier Division 16 klubów Bedfordshire Football League Premier Division 14 klubów Cambridgeshire County League Premier Division 18 klubów Central Midlands League North Division 17 klubów Central Midlands League South Division 18 klubów Dorset Premier Football League 18 klubów East Berkshire Football League Premier Division 13 klubów East Sussex Football League Premier Division 12 klubów Essex and Suffolk Border Football League Premier Division 16 klubów Essex Olympian Football League Division One 13 klubów Gloucestershire County League 18 klubów Hertfordshire Senior County League Premier Division 16 klubów Kent County League Premier Division 15 klubów Leicestershire Senior League Premier Division 18 klubów Liverpool County Premier League Premier Division 16 klubów Manchester Football League Premier Division 19 klubów Mid Cheshire Football League Division One 16 klubów Mid-Sussex Football League Premier Division 14 klubów Midland Football Combination Division One 17 klubów Middlesex County Football League Premier Division 16 klubów North Berks Football League Division One 12 klubów | Anglian Combination Premier Division 16 klubów Bedfordshire Football League Premier Division 14 klubów Cambridgeshire County League Premier Division 18 klubów Central Midlands League North Division 17 klubów Central Midlands League South Division 18 klubów Dorset Premier Football League 18 klubów East Berkshire Football League Premier Division 13 klubów East Sussex Football League Premier Division 12 klubów Essex and Suffolk Border Football League Premier Division 16 klubów Essex Olympian Football League Division One 13 klubów Gloucestershire County League 18 klubów Hertfordshire Senior County League Premier Division 16 klubów Kent County League Premier Division 15 klubów Leicestershire Senior League Premier Division 18 klubów Liverpool County Premier League Premier Division 16 klubów Manchester Football League Premier Division 19 klubów Mid Cheshire Football League Division One 16 klubów Mid-Sussex Football League Premier Division 14 klubów Midland Football Combination Division One 17 klubów Middlesex County Football League Premier Division 16 klubów North Berks Football League Division One 12 klubów | Northamptonshire Combination Premier Division 14 klubów Northampton Town League Premier Division 10 klubów Northern Football Alliance Premier Division 16 klubów Oxfordshire Senior Football League Premier Division14 klubów Peterborough and District League Premier Division 16 klubów Reading Football League Senior Division 12 klubów Somerset County Football League Premier Division 18 klubów South Western Football League 19 klubów Spartan South Midlands League Division Two 18 klubów Staffordshire County Senior League Premier Division 18 klubów Suffolk and Ipswich Football League Senior Division 16 klubów Surrey County Intermediate League (Western) Premier Division 14 klubów Surrey South Eastern Combination Intermediate Division One 14 klubów Sussex County League Division 3 13 klubów Wearside Football League 18 klubów Wessex League Division Two 18 klubów West Cheshire Amateur League Division One 17 klubów West Lancashire Football League Premier Division 16 klubów West Riding County Amateur Football League Premier Division 14 klubów West Midlands Regional League Division One 16 klubów West Sussex Football League Premier Division 12 klubów West Yorkshire Football League Premier Division 16 klubów Wiltshire Football League Premier Division 17 klubów Worthing and District Football League Premier Division 11 klubów | Northamptonshire Combination Premier Division 14 klubów Northampton Town League Premier Division 10 klubów Northern Football Alliance Premier Division 16 klubów Oxfordshire Senior Football League Premier Division14 klubów Peterborough and District League Premier Division 16 klubów Reading Football League Senior Division 12 klubów Somerset County Football League Premier Division 18 klubów South Western Football League 19 klubów Spartan South Midlands League Division Two 18 klubów Staffordshire County Senior League Premier Division 18 klubów Suffolk and Ipswich Football League Senior Division 16 klubów Surrey County Intermediate League (Western) Premier Division 14 klubów Surrey South Eastern Combination Intermediate Division One 14 klubów Sussex County League Division 3 13 klubów Wearside Football League 18 klubów Wessex League Division Two 18 klubów West Cheshire Amateur League Division One 17 klubów West Lancashire Football League Premier Division 16 klubów West Riding County Amateur Football League Premier Division 14 klubów West Midlands Regional League Division One 16 klubów West Sussex Football League Premier Division 12 klubów West Yorkshire Football League Premier Division 16 klubów Wiltshire Football League Premier Division 17 klubów Worthing and District Football League Premier Division 11 klubów | Northamptonshire Combination Premier Division 14 klubów Northampton Town League Premier Division 10 klubów Northern Football Alliance Premier Division 16 klubów Oxfordshire Senior Football League Premier Division14 klubów Peterborough and District League Premier Division 16 klubów Reading Football League Senior Division 12 klubów Somerset County Football League Premier Division 18 klubów South Western Football League 19 klubów Spartan South Midlands League Division Two 18 klubów Staffordshire County Senior League Premier Division 18 klubów Suffolk and Ipswich Football League Senior Division 16 klubów Surrey County Intermediate League (Western) Premier Division 14 klubów Surrey South Eastern Combination Intermediate Division One 14 klubów Sussex County League Division 3 13 klubów Wearside Football League 18 klubów Wessex League Division Two 18 klubów West Cheshire Amateur League Division One 17 klubów West Lancashire Football League Premier Division 16 klubów West Riding County Amateur Football League Premier Division 14 klubów West Midlands Regional League Division One 16 klubów West Sussex Football League Premier Division 12 klubów West Yorkshire Football League Premier Division 16 klubów Wiltshire Football League Premier Division 17 klubów Worthing and District Football League Premier Division 11 klubów |
| 12     | Aldershot & District League Senior Division Anglian Combination Division One Bedfordshire Football League Division One Brighton Hove and District Football League Division One Bristol Premier Combination Premier Division Bristol and Suburban Association Football League Premier Division One Cambridgeshire Football League Senior A Division Cornwall Combination Crawley and District Football League Division One Devon and Exeter Football League Premier Division Dorset Senior League Senior Division East Berkshire Football League Division One East Cornwall League Premier Division East Sussex Football League Division One Essex and Suffolk Border Football League Division One Essex Olympian Football League Division Two Gloucester Northern Senior League Division One Hampshire League Hertfordshire Senior County League Division One Kent County League Division One East Kent County League Division One West Leicestershire Senior League Division One Liverpool County Premier League Division One Manchester Football League Division One Mid Cheshire Football League Division Two Mid-Sussex Football League Division One | Aldershot & District League Senior Division Anglian Combination Division One Bedfordshire Football League Division One Brighton Hove and District Football League Division One Bristol Premier Combination Premier Division Bristol and Suburban Association Football League Premier Division One Cambridgeshire Football League Senior A Division Cornwall Combination Crawley and District Football League Division One Devon and Exeter Football League Premier Division Dorset Senior League Senior Division East Berkshire Football League Division One East Cornwall League Premier Division East Sussex Football League Division One Essex and Suffolk Border Football League Division One Essex Olympian Football League Division Two Gloucester Northern Senior League Division One Hampshire League Hertfordshire Senior County League Division One Kent County League Division One East Kent County League Division One West Leicestershire Senior League Division One Liverpool County Premier League Division One Manchester Football League Division One Mid Cheshire Football League Division Two Mid-Sussex Football League Division One | Aldershot & District League Senior Division Anglian Combination Division One Bedfordshire Football League Division One Brighton Hove and District Football League Division One Bristol Premier Combination Premier Division Bristol and Suburban Association Football League Premier Division One Cambridgeshire Football League Senior A Division Cornwall Combination Crawley and District Football League Division One Devon and Exeter Football League Premier Division Dorset Senior League Senior Division East Berkshire Football League Division One East Cornwall League Premier Division East Sussex Football League Division One Essex and Suffolk Border Football League Division One Essex Olympian Football League Division Two Gloucester Northern Senior League Division One Hampshire League Hertfordshire Senior County League Division One Kent County League Division One East Kent County League Division One West Leicestershire Senior League Division One Liverpool County Premier League Division One Manchester Football League Division One Mid Cheshire Football League Division Two Mid-Sussex Football League Division One | Middlesex County Football League Division One Midland Football Combination Division Two North Berks Football League Division Two North Bucks and District League Premier Division North Devon Football League Premier Division Northamptonshire Football Combination Division One Northampton Town Football League Division One Northern Football Alliance Division One Oxfordshire Senior Football League Division One Peterborough and District Football League Division One Plymouth and West Devon Combination Premier Division Reading Football League Premier Division Somerset County Football League Division One South Devon Football League Premier Division Staffordshire County Senior Football League Division One Suffolk and Ipswich Football League Division One Surrey County Intermediate League (Western) Division One Surrey South Eastern Combination Intermediate Division One Teesside Football League Division One West Cheshire Amateur Football League Division Two West Lancashire Football League Division One West Midlands Regional League Division Two West Riding County Amateur Football League Division One West Sussex Football League Division One West Yorkshire Football League Division One Wiltshire Football League Division One Worthing and District Football League Division One | Middlesex County Football League Division One Midland Football Combination Division Two North Berks Football League Division Two North Bucks and District League Premier Division North Devon Football League Premier Division Northamptonshire Football Combination Division One Northampton Town Football League Division One Northern Football Alliance Division One Oxfordshire Senior Football League Division One Peterborough and District Football League Division One Plymouth and West Devon Combination Premier Division Reading Football League Premier Division Somerset County Football League Division One South Devon Football League Premier Division Staffordshire County Senior Football League Division One Suffolk and Ipswich Football League Division One Surrey County Intermediate League (Western) Division One Surrey South Eastern Combination Intermediate Division One Teesside Football League Division One West Cheshire Amateur Football League Division Two West Lancashire Football League Division One West Midlands Regional League Division Two West Riding County Amateur Football League Division One West Sussex Football League Division One West Yorkshire Football League Division One Wiltshire Football League Division One Worthing and District Football League Division One | Middlesex County Football League Division One Midland Football Combination Division Two North Berks Football League Division Two North Bucks and District League Premier Division North Devon Football League Premier Division Northamptonshire Football Combination Division One Northampton Town Football League Division One Northern Football Alliance Division One Oxfordshire Senior Football League Division One Peterborough and District Football League Division One Plymouth and West Devon Combination Premier Division Reading Football League Premier Division Somerset County Football League Division One South Devon Football League Premier Division Staffordshire County Senior Football League Division One Suffolk and Ipswich Football League Division One Surrey County Intermediate League (Western) Division One Surrey South Eastern Combination Intermediate Division One Teesside Football League Division One West Cheshire Amateur Football League Division Two West Lancashire Football League Division One West Midlands Regional League Division Two West Riding County Amateur Football League Division One West Sussex Football League Division One West Yorkshire Football League Division One Wiltshire Football League Division One Worthing and District Football League Division One |
| 13     | Aldershot & District League Division One Anglian Combination Division Two Altrincham and District Amateur Football League Division One Banbury District and Lord Jersey FA Premier Division Bedfordshire Football League Division Two Bournemouth Saturday Football League Division One Brighton Hove and District Football League Division Two Bristol Premier Combination Division One Bristol and Suburban Association Football League Premier Division Two Cambridgeshire Football League Senior B Division Chesterfield and District Amateur League Crawley and District Football League Division Two Devon and Exeter Football League Senior Division One Doncaster and District Senior League Premier Division Dorset Senior League Division One East Berkshire Football League Division Two East Cornwall League Division One East Sussex Football League Division Two Essex and Suffolk Border Football League Division Two Essex Olympian Football League Division Three Falmouth and Helston League Division One Gloucester Northern Senior League Division Two Hertford and District League Premier Division Humber Premier League Premier Division Ilford and District League Premier Division Kent County League Division Two East Kent County League Division Two West Leicester and District League Premier Division Leicester City Football League Premier Division Leicestershire Combination Division One Liverpool County Premier League Division Two Mid-Essex League Premier Division Mid-Sussex Football League Division Two | Aldershot & District League Division One Anglian Combination Division Two Altrincham and District Amateur Football League Division One Banbury District and Lord Jersey FA Premier Division Bedfordshire Football League Division Two Bournemouth Saturday Football League Division One Brighton Hove and District Football League Division Two Bristol Premier Combination Division One Bristol and Suburban Association Football League Premier Division Two Cambridgeshire Football League Senior B Division Chesterfield and District Amateur League Crawley and District Football League Division Two Devon and Exeter Football League Senior Division One Doncaster and District Senior League Premier Division Dorset Senior League Division One East Berkshire Football League Division Two East Cornwall League Division One East Sussex Football League Division Two Essex and Suffolk Border Football League Division Two Essex Olympian Football League Division Three Falmouth and Helston League Division One Gloucester Northern Senior League Division Two Hertford and District League Premier Division Humber Premier League Premier Division Ilford and District League Premier Division Kent County League Division Two East Kent County League Division Two West Leicester and District League Premier Division Leicester City Football League Premier Division Leicestershire Combination Division One Liverpool County Premier League Division Two Mid-Essex League Premier Division Mid-Sussex Football League Division Two | Aldershot & District League Division One Anglian Combination Division Two Altrincham and District Amateur Football League Division One Banbury District and Lord Jersey FA Premier Division Bedfordshire Football League Division Two Bournemouth Saturday Football League Division One Brighton Hove and District Football League Division Two Bristol Premier Combination Division One Bristol and Suburban Association Football League Premier Division Two Cambridgeshire Football League Senior B Division Chesterfield and District Amateur League Crawley and District Football League Division Two Devon and Exeter Football League Senior Division One Doncaster and District Senior League Premier Division Dorset Senior League Division One East Berkshire Football League Division Two East Cornwall League Division One East Sussex Football League Division Two Essex and Suffolk Border Football League Division Two Essex Olympian Football League Division Three Falmouth and Helston League Division One Gloucester Northern Senior League Division Two Hertford and District League Premier Division Humber Premier League Premier Division Ilford and District League Premier Division Kent County League Division Two East Kent County League Division Two West Leicester and District League Premier Division Leicester City Football League Premier Division Leicestershire Combination Division One Liverpool County Premier League Division Two Mid-Essex League Premier Division Mid-Sussex Football League Division Two | Middlesex County Football League Division Two Midland Football Combination Division Three Midlands Regional Alliance Premier Division Mining League Division One North Berks Football League Division Three North Bucks and District League Intermediate Division North Devon Football League Senior Division Northamptonshire Football Combination Division Two North Hants League North & Mid-Herts Football League Premier Division North Leicestershire League Premier Division Northern Football Alliance Division Two Nottinghamshire Senior League Peterborough and District Football League Division Two Plymouth and West Devon Combination Senior Division Portsmouth Saturday Football League Premier Division Reading Football League Division One Sheffield and Hallamshire County Senior League Premier Division Shropshire County Premier Football League Premier Division Somerset County Football League Division Two East Somerset County Football League Division Two West Southampton Saturday Football League Premier Division South Devon Football League Division One Southend Borough Combination Premier Division Staffordshire County Senior Football League Division Two Suffolk and Ipswich Football League Division Two Teesside Football League Division Two West Cheshire Amateur Football League Division Three West Lancashire Football League Division Two West Riding County Amateur Football League Division Two West Sussex Football League Division Two North West Sussex Football League Division Two South West Yorkshire Football League Division Two Wiltshire Football League Division Two Witney and District League Premier Division Worthing and District Football League Division Two | Middlesex County Football League Division Two Midland Football Combination Division Three Midlands Regional Alliance Premier Division Mining League Division One North Berks Football League Division Three North Bucks and District League Intermediate Division North Devon Football League Senior Division Northamptonshire Football Combination Division Two North Hants League North & Mid-Herts Football League Premier Division North Leicestershire League Premier Division Northern Football Alliance Division Two Nottinghamshire Senior League Peterborough and District Football League Division Two Plymouth and West Devon Combination Senior Division Portsmouth Saturday Football League Premier Division Reading Football League Division One Sheffield and Hallamshire County Senior League Premier Division Shropshire County Premier Football League Premier Division Somerset County Football League Division Two East Somerset County Football League Division Two West Southampton Saturday Football League Premier Division South Devon Football League Division One Southend Borough Combination Premier Division Staffordshire County Senior Football League Division Two Suffolk and Ipswich Football League Division Two Teesside Football League Division Two West Cheshire Amateur Football League Division Three West Lancashire Football League Division Two West Riding County Amateur Football League Division Two West Sussex Football League Division Two North West Sussex Football League Division Two South West Yorkshire Football League Division Two Wiltshire Football League Division Two Witney and District League Premier Division Worthing and District Football League Division Two | Middlesex County Football League Division Two Midland Football Combination Division Three Midlands Regional Alliance Premier Division Mining League Division One North Berks Football League Division Three North Bucks and District League Intermediate Division North Devon Football League Senior Division Northamptonshire Football Combination Division Two North Hants League North & Mid-Herts Football League Premier Division North Leicestershire League Premier Division Northern Football Alliance Division Two Nottinghamshire Senior League Peterborough and District Football League Division Two Plymouth and West Devon Combination Senior Division Portsmouth Saturday Football League Premier Division Reading Football League Division One Sheffield and Hallamshire County Senior League Premier Division Shropshire County Premier Football League Premier Division Somerset County Football League Division Two East Somerset County Football League Division Two West Southampton Saturday Football League Premier Division South Devon Football League Division One Southend Borough Combination Premier Division Staffordshire County Senior Football League Division Two Suffolk and Ipswich Football League Division Two Teesside Football League Division Two West Cheshire Amateur Football League Division Three West Lancashire Football League Division Two West Riding County Amateur Football League Division Two West Sussex Football League Division Two North West Sussex Football League Division Two South West Yorkshire Football League Division Two Wiltshire Football League Division Two Witney and District League Premier Division Worthing and District Football League Division Two |
| 14     | Aldershot & District League Division Two \| Andover and District Saturday Football League \| Anglian Combination Division Three \| Altrincham and District Amateur Football League Division Two \| Banbury District and Lord Jersey FA Division One \| Basingstoke and District Football League Premier Division \| Bath and District League Division One \| Bedfordshire Football League Division Three \| Bournemouth Saturday Football League Division Two \| Bradford League \| Brighton Hove and District Football League Division Three \| Bristol and District League Senior Division \| Bristol and Suburban Association Football League Division One \| Cambridgeshire Football League Division One A \| Cambridgeshire Football League Division One B \| Cheltenham League Division One \| Cirencester and District League Division One \| Craven and District League Premier Division \| Crawley and District Football League Division Three \| Devon and Exeter Football League Senior Division Two \| Doncaster and District Senior League Division One \| Dorset Senior League Division Two \| Driffield and District League Premier Division \| Duchy League Premier Division \| East Berkshire Football League Division Three \| East Riding Amateur League Premier Division \| East Riding County League Premier Division \| East Sussex Football League Division Three \| Essex and Suffolk Border Football League Division Three \| Essex Business Houses Football League Premier Division \| Falmouth and Helston League Division Two \| Furness Premier League Premier Division \| Guildford and Woking Alliance League Premier Division \| Halifax and District League Premier Division \| Harrogate and District League Premier Division \| Hertford and District League Division One \| Humber Premier League Division One \| Huddersfield and District Association Football League Division One \| Ilford and District League Division One \| Lancashire Amateur League Premier Division \| Leeds Red Triangle Football League Premier Division \| Leicester and District League Division One \| Leicester City League Division One \| Leicestershire Combination Division Two \| Mid-Essex League Division One \| Mid Somerset League Premier Division \| Mid-Sussex Football League Division Three \| Middlesex County Football League Division Three East \| Middlesex County Football League Division Three West \| Midlands Regional Alliance Division One \| Mining League Division Two \| Newcastle Corinthians League Division One \| North Berks Football League Division Four \| North Bucks and District League Division One \| North Devon League Intermediate Division One \| North Gloucestershire League Premier Division \| North & Mid-Herts Football League Division One Mid \| North & Mid-Herts Football League Division One North \| North Leicestershire League Division One \| North Northumberland League Division One \| Northamptonshire Football Combination Division Three \| Plymouth and West Devon Combination Intermediate Division \| Portsmouth Saturday Football League Division One \| Reading Football League Division Two \| Sheffield and Hallamshire County Senior League Division One \| Shropshire County Premier Football League Division One \| Southampton Saturday Football League Senior Division One \| South Devon Football League Division Two \| Southend Borough Combination Division One \| Spen Valley and District Football League Premier Division \| Stroud and District League Division One \| Suffolk and Ipswich Football League Division Three \| Taunton & District Saturday League Division One \| Tyneside Amateur League Division One \| Wakefield and District League Premier Division \| Weston super Mare and District League Division One \| West Sussex Football League Division Three North \| West Sussex Football League Division Three South \| Winchester and District Saturday Football League \| Witney and District League Division One \| Worthing and District Football League Division Three \| Yeovil and District League Premier Division \| York Football League Premier Division \| Yorkshire Old Boys League Senior Division A | Aldershot & District League Division Two \| Andover and District Saturday Football League \| Anglian Combination Division Three \| Altrincham and District Amateur Football League Division Two \| Banbury District and Lord Jersey FA Division One \| Basingstoke and District Football League Premier Division \| Bath and District League Division One \| Bedfordshire Football League Division Three \| Bournemouth Saturday Football League Division Two \| Bradford League \| Brighton Hove and District Football League Division Three \| Bristol and District League Senior Division \| Bristol and Suburban Association Football League Division One \| Cambridgeshire Football League Division One A \| Cambridgeshire Football League Division One B \| Cheltenham League Division One \| Cirencester and District League Division One \| Craven and District League Premier Division \| Crawley and District Football League Division Three \| Devon and Exeter Football League Senior Division Two \| Doncaster and District Senior League Division One \| Dorset Senior League Division Two \| Driffield and District League Premier Division \| Duchy League Premier Division \| East Berkshire Football League Division Three \| East Riding Amateur League Premier Division \| East Riding County League Premier Division \| East Sussex Football League Division Three \| Essex and Suffolk Border Football League Division Three \| Essex Business Houses Football League Premier Division \| Falmouth and Helston League Division Two \| Furness Premier League Premier Division \| Guildford and Woking Alliance League Premier Division \| Halifax and District League Premier Division \| Harrogate and District League Premier Division \| Hertford and District League Division One \| Humber Premier League Division One \| Huddersfield and District Association Football League Division One \| Ilford and District League Division One \| Lancashire Amateur League Premier Division \| Leeds Red Triangle Football League Premier Division \| Leicester and District League Division One \| Leicester City League Division One \| Leicestershire Combination Division Two \| Mid-Essex League Division One \| Mid Somerset League Premier Division \| Mid-Sussex Football League Division Three \| Middlesex County Football League Division Three East \| Middlesex County Football League Division Three West \| Midlands Regional Alliance Division One \| Mining League Division Two \| Newcastle Corinthians League Division One \| North Berks Football League Division Four \| North Bucks and District League Division One \| North Devon League Intermediate Division One \| North Gloucestershire League Premier Division \| North & Mid-Herts Football League Division One Mid \| North & Mid-Herts Football League Division One North \| North Leicestershire League Division One \| North Northumberland League Division One \| Northamptonshire Football Combination Division Three \| Plymouth and West Devon Combination Intermediate Division \| Portsmouth Saturday Football League Division One \| Reading Football League Division Two \| Sheffield and Hallamshire County Senior League Division One \| Shropshire County Premier Football League Division One \| Southampton Saturday Football League Senior Division One \| South Devon Football League Division Two \| Southend Borough Combination Division One \| Spen Valley and District Football League Premier Division \| Stroud and District League Division One \| Suffolk and Ipswich Football League Division Three \| Taunton & District Saturday League Division One \| Tyneside Amateur League Division One \| Wakefield and District League Premier Division \| Weston super Mare and District League Division One \| West Sussex Football League Division Three North \| West Sussex Football League Division Three South \| Winchester and District Saturday Football League \| Witney and District League Division One \| Worthing and District Football League Division Three \| Yeovil and District League Premier Division \| York Football League Premier Division \| Yorkshire Old Boys League Senior Division A | Aldershot & District League Division Two \| Andover and District Saturday Football League \| Anglian Combination Division Three \| Altrincham and District Amateur Football League Division Two \| Banbury District and Lord Jersey FA Division One \| Basingstoke and District Football League Premier Division \| Bath and District League Division One \| Bedfordshire Football League Division Three \| Bournemouth Saturday Football League Division Two \| Bradford League \| Brighton Hove and District Football League Division Three \| Bristol and District League Senior Division \| Bristol and Suburban Association Football League Division One \| Cambridgeshire Football League Division One A \| Cambridgeshire Football League Division One B \| Cheltenham League Division One \| Cirencester and District League Division One \| Craven and District League Premier Division \| Crawley and District Football League Division Three \| Devon and Exeter Football League Senior Division Two \| Doncaster and District Senior League Division One \| Dorset Senior League Division Two \| Driffield and District League Premier Division \| Duchy League Premier Division \| East Berkshire Football League Division Three \| East Riding Amateur League Premier Division \| East Riding County League Premier Division \| East Sussex Football League Division Three \| Essex and Suffolk Border Football League Division Three \| Essex Business Houses Football League Premier Division \| Falmouth and Helston League Division Two \| Furness Premier League Premier Division \| Guildford and Woking Alliance League Premier Division \| Halifax and District League Premier Division \| Harrogate and District League Premier Division \| Hertford and District League Division One \| Humber Premier League Division One \| Huddersfield and District Association Football League Division One \| Ilford and District League Division One \| Lancashire Amateur League Premier Division \| Leeds Red Triangle Football League Premier Division \| Leicester and District League Division One \| Leicester City League Division One \| Leicestershire Combination Division Two \| Mid-Essex League Division One \| Mid Somerset League Premier Division \| Mid-Sussex Football League Division Three \| Middlesex County Football League Division Three East \| Middlesex County Football League Division Three West \| Midlands Regional Alliance Division One \| Mining League Division Two \| Newcastle Corinthians League Division One \| North Berks Football League Division Four \| North Bucks and District League Division One \| North Devon League Intermediate Division One \| North Gloucestershire League Premier Division \| North & Mid-Herts Football League Division One Mid \| North & Mid-Herts Football League Division One North \| North Leicestershire League Division One \| North Northumberland League Division One \| Northamptonshire Football Combination Division Three \| Plymouth and West Devon Combination Intermediate Division \| Portsmouth Saturday Football League Division One \| Reading Football League Division Two \| Sheffield and Hallamshire County Senior League Division One \| Shropshire County Premier Football League Division One \| Southampton Saturday Football League Senior Division One \| South Devon Football League Division Two \| Southend Borough Combination Division One \| Spen Valley and District Football League Premier Division \| Stroud and District League Division One \| Suffolk and Ipswich Football League Division Three \| Taunton & District Saturday League Division One \| Tyneside Amateur League Division One \| Wakefield and District League Premier Division \| Weston super Mare and District League Division One \| West Sussex Football League Division Three North \| West Sussex Football League Division Three South \| Winchester and District Saturday Football League \| Witney and District League Division One \| Worthing and District Football League Division Three \| Yeovil and District League Premier Division \| York Football League Premier Division \| Yorkshire Old Boys League Senior Division A | Aldershot & District League Division Two \| Andover and District Saturday Football League \| Anglian Combination Division Three \| Altrincham and District Amateur Football League Division Two \| Banbury District and Lord Jersey FA Division One \| Basingstoke and District Football League Premier Division \| Bath and District League Division One \| Bedfordshire Football League Division Three \| Bournemouth Saturday Football League Division Two \| Bradford League \| Brighton Hove and District Football League Division Three \| Bristol and District League Senior Division \| Bristol and Suburban Association Football League Division One \| Cambridgeshire Football League Division One A \| Cambridgeshire Football League Division One B \| Cheltenham League Division One \| Cirencester and District League Division One \| Craven and District League Premier Division \| Crawley and District Football League Division Three \| Devon and Exeter Football League Senior Division Two \| Doncaster and District Senior League Division One \| Dorset Senior League Division Two \| Driffield and District League Premier Division \| Duchy League Premier Division \| East Berkshire Football League Division Three \| East Riding Amateur League Premier Division \| East Riding County League Premier Division \| East Sussex Football League Division Three \| Essex and Suffolk Border Football League Division Three \| Essex Business Houses Football League Premier Division \| Falmouth and Helston League Division Two \| Furness Premier League Premier Division \| Guildford and Woking Alliance League Premier Division \| Halifax and District League Premier Division \| Harrogate and District League Premier Division \| Hertford and District League Division One \| Humber Premier League Division One \| Huddersfield and District Association Football League Division One \| Ilford and District League Division One \| Lancashire Amateur League Premier Division \| Leeds Red Triangle Football League Premier Division \| Leicester and District League Division One \| Leicester City League Division One \| Leicestershire Combination Division Two \| Mid-Essex League Division One \| Mid Somerset League Premier Division \| Mid-Sussex Football League Division Three \| Middlesex County Football League Division Three East \| Middlesex County Football League Division Three West \| Midlands Regional Alliance Division One \| Mining League Division Two \| Newcastle Corinthians League Division One \| North Berks Football League Division Four \| North Bucks and District League Division One \| North Devon League Intermediate Division One \| North Gloucestershire League Premier Division \| North & Mid-Herts Football League Division One Mid \| North & Mid-Herts Football League Division One North \| North Leicestershire League Division One \| North Northumberland League Division One \| Northamptonshire Football Combination Division Three \| Plymouth and West Devon Combination Intermediate Division \| Portsmouth Saturday Football League Division One \| Reading Football League Division Two \| Sheffield and Hallamshire County Senior League Division One \| Shropshire County Premier Football League Division One \| Southampton Saturday Football League Senior Division One \| South Devon Football League Division Two \| Southend Borough Combination Division One \| Spen Valley and District Football League Premier Division \| Stroud and District League Division One \| Suffolk and Ipswich Football League Division Three \| Taunton & District Saturday League Division One \| Tyneside Amateur League Division One \| Wakefield and District League Premier Division \| Weston super Mare and District League Division One \| West Sussex Football League Division Three North \| West Sussex Football League Division Three South \| Winchester and District Saturday Football League \| Witney and District League Division One \| Worthing and District Football League Division Three \| Yeovil and District League Premier Division \| York Football League Premier Division \| Yorkshire Old Boys League Senior Division A | Aldershot & District League Division Two \| Andover and District Saturday Football League \| Anglian Combination Division Three \| Altrincham and District Amateur Football League Division Two \| Banbury District and Lord Jersey FA Division One \| Basingstoke and District Football League Premier Division \| Bath and District League Division One \| Bedfordshire Football League Division Three \| Bournemouth Saturday Football League Division Two \| Bradford League \| Brighton Hove and District Football League Division Three \| Bristol and District League Senior Division \| Bristol and Suburban Association Football League Division One \| Cambridgeshire Football League Division One A \| Cambridgeshire Football League Division One B \| Cheltenham League Division One \| Cirencester and District League Division One \| Craven and District League Premier Division \| Crawley and District Football League Division Three \| Devon and Exeter Football League Senior Division Two \| Doncaster and District Senior League Division One \| Dorset Senior League Division Two \| Driffield and District League Premier Division \| Duchy League Premier Division \| East Berkshire Football League Division Three \| East Riding Amateur League Premier Division \| East Riding County League Premier Division \| East Sussex Football League Division Three \| Essex and Suffolk Border Football League Division Three \| Essex Business Houses Football League Premier Division \| Falmouth and Helston League Division Two \| Furness Premier League Premier Division \| Guildford and Woking Alliance League Premier Division \| Halifax and District League Premier Division \| Harrogate and District League Premier Division \| Hertford and District League Division One \| Humber Premier League Division One \| Huddersfield and District Association Football League Division One \| Ilford and District League Division One \| Lancashire Amateur League Premier Division \| Leeds Red Triangle Football League Premier Division \| Leicester and District League Division One \| Leicester City League Division One \| Leicestershire Combination Division Two \| Mid-Essex League Division One \| Mid Somerset League Premier Division \| Mid-Sussex Football League Division Three \| Middlesex County Football League Division Three East \| Middlesex County Football League Division Three West \| Midlands Regional Alliance Division One \| Mining League Division Two \| Newcastle Corinthians League Division One \| North Berks Football League Division Four \| North Bucks and District League Division One \| North Devon League Intermediate Division One \| North Gloucestershire League Premier Division \| North & Mid-Herts Football League Division One Mid \| North & Mid-Herts Football League Division One North \| North Leicestershire League Division One \| North Northumberland League Division One \| Northamptonshire Football Combination Division Three \| Plymouth and West Devon Combination Intermediate Division \| Portsmouth Saturday Football League Division One \| Reading Football League Division Two \| Sheffield and Hallamshire County Senior League Division One \| Shropshire County Premier Football League Division One \| Southampton Saturday Football League Senior Division One \| South Devon Football League Division Two \| Southend Borough Combination Division One \| Spen Valley and District Football League Premier Division \| Stroud and District League Division One \| Suffolk and Ipswich Football League Division Three \| Taunton & District Saturday League Division One \| Tyneside Amateur League Division One \| Wakefield and District League Premier Division \| Weston super Mare and District League Division One \| West Sussex Football League Division Three North \| West Sussex Football League Division Three South \| Winchester and District Saturday Football League \| Witney and District League Division One \| Worthing and District Football League Division Three \| Yeovil and District League Premier Division \| York Football League Premier Division \| Yorkshire Old Boys League Senior Division A | Aldershot & District League Division Two \| Andover and District Saturday Football League \| Anglian Combination Division Three \| Altrincham and District Amateur Football League Division Two \| Banbury District and Lord Jersey FA Division One \| Basingstoke and District Football League Premier Division \| Bath and District League Division One \| Bedfordshire Football League Division Three \| Bournemouth Saturday Football League Division Two \| Bradford League \| Brighton Hove and District Football League Division Three \| Bristol and District League Senior Division \| Bristol and Suburban Association Football League Division One \| Cambridgeshire Football League Division One A \| Cambridgeshire Football League Division One B \| Cheltenham League Division One \| Cirencester and District League Division One \| Craven and District League Premier Division \| Crawley and District Football League Division Three \| Devon and Exeter Football League Senior Division Two \| Doncaster and District Senior League Division One \| Dorset Senior League Division Two \| Driffield and District League Premier Division \| Duchy League Premier Division \| East Berkshire Football League Division Three \| East Riding Amateur League Premier Division \| East Riding County League Premier Division \| East Sussex Football League Division Three \| Essex and Suffolk Border Football League Division Three \| Essex Business Houses Football League Premier Division \| Falmouth and Helston League Division Two \| Furness Premier League Premier Division \| Guildford and Woking Alliance League Premier Division \| Halifax and District League Premier Division \| Harrogate and District League Premier Division \| Hertford and District League Division One \| Humber Premier League Division One \| Huddersfield and District Association Football League Division One \| Ilford and District League Division One \| Lancashire Amateur League Premier Division \| Leeds Red Triangle Football League Premier Division \| Leicester and District League Division One \| Leicester City League Division One \| Leicestershire Combination Division Two \| Mid-Essex League Division One \| Mid Somerset League Premier Division \| Mid-Sussex Football League Division Three \| Middlesex County Football League Division Three East \| Middlesex County Football League Division Three West \| Midlands Regional Alliance Division One \| Mining League Division Two \| Newcastle Corinthians League Division One \| North Berks Football League Division Four \| North Bucks and District League Division One \| North Devon League Intermediate Division One \| North Gloucestershire League Premier Division \| North & Mid-Herts Football League Division One Mid \| North & Mid-Herts Football League Division One North \| North Leicestershire League Division One \| North Northumberland League Division One \| Northamptonshire Football Combination Division Three \| Plymouth and West Devon Combination Intermediate Division \| Portsmouth Saturday Football League Division One \| Reading Football League Division Two \| Sheffield and Hallamshire County Senior League Division One \| Shropshire County Premier Football League Division One \| Southampton Saturday Football League Senior Division One \| South Devon Football League Division Two \| Southend Borough Combination Division One \| Spen Valley and District Football League Premier Division \| Stroud and District League Division One \| Suffolk and Ipswich Football League Division Three \| Taunton & District Saturday League Division One \| Tyneside Amateur League Division One \| Wakefield and District League Premier Division \| Weston super Mare and District League Division One \| West Sussex Football League Division Three North \| West Sussex Football League Division Three South \| Winchester and District Saturday Football League \| Witney and District League Division One \| Worthing and District Football League Division Three \| Yeovil and District League Premier Division \| York Football League Premier Division \| Yorkshire Old Boys League Senior Division A |
| 15     | Aldershot & District League Division Three \| Anglian Combination Division Four \| Banbury District and Lord Jersey FA Division Two \| Basingstoke and District Football League Division One \| Bath and District League Division Two \| Bournemouth Saturday Football League Division Three \| Brighton Hove and District Football League Division Four \| Bristol and District League Division One \| Bristol and Suburban Association Football League Division Two \| Cambridgeshire Football League Division Two A \| Cambridgeshire Football League Division Two B \| Cheltenham League Division Two \| Cirencester and District League Division Two \| Colchester and East Essex Football League Premier Division \| Craven and District League Division One \| Devon and Exeter Football League Senior Division Three \| Dorset Senior League Division Three \| Driffield and District League Division One \| Duchy League Division One \| East Berkshire League Division Four \| East Riding Amateur League Division One \| East Riding County League Division One \| East Sussex Football League Division Four \| Essex Business Houses Football League Division One \| Falmouth and Helston League Division Three \| Furness Premier League Division One \| Guildford and Woking Alliance League Division One \| Halifax and District League Division One \| Harrogate and District League Division One \| Hertford and District League Division Two \| Huddersfield and District Association Football League Division Two \| Ilford and District League Division Two \| Isle of Wight Saturday Football League Division One \| Lancashire Amateur League Division One \| Leeds Red Triangle Football League Division One \| Leicester and District League Division Two \| Leicester City League Division Two \| Mid-Essex League Division Two \| Mid Somerset League Division One \| Mid-Sussex Football League Division Four \| Middlesex County Senior League \| Midlands Regional Alliance Division Two \| Mining League Division Three \| Newcastle Corinthians League Division Two \| North Berks Football League Division Five \| North Bucks and District League Division Two \| North Devon League Intermediate Division Two \| North Gloucestershire League Division One \| North Leicestershire League Division Two \| North Northumberland League Division Two \| Northamptonshire Football Combination Division Four \| Portsmouth Saturday Football League Division Two \| Reading Football League Division Three \| Sheffield and Hallamshire County Senior League Division Two \| Southampton Saturday Football League Junior Division One \| South Devon Football League Division Three \| Southend Borough Combination Division Two \| Spen Valley and District Football League Division One \| Stroud and District League Division Two \| Suffolk and Ipswich Football League Division Four \| Taunton & District Saturday League Division Two \| Tyneside Amateur League Division Two \| Wakefield and District League Division One \| West Sussex Football League Division Four North \| West Sussex Football League Division Four South \| Weston super Mare and District League Division Two \| Witney and District League Division Two \| Yeovil and District League Division One \| York Football League Division One \| Yorkshire Old Boys League Senior Division A | Aldershot & District League Division Three \| Anglian Combination Division Four \| Banbury District and Lord Jersey FA Division Two \| Basingstoke and District Football League Division One \| Bath and District League Division Two \| Bournemouth Saturday Football League Division Three \| Brighton Hove and District Football League Division Four \| Bristol and District League Division One \| Bristol and Suburban Association Football League Division Two \| Cambridgeshire Football League Division Two A \| Cambridgeshire Football League Division Two B \| Cheltenham League Division Two \| Cirencester and District League Division Two \| Colchester and East Essex Football League Premier Division \| Craven and District League Division One \| Devon and Exeter Football League Senior Division Three \| Dorset Senior League Division Three \| Driffield and District League Division One \| Duchy League Division One \| East Berkshire League Division Four \| East Riding Amateur League Division One \| East Riding County League Division One \| East Sussex Football League Division Four \| Essex Business Houses Football League Division One \| Falmouth and Helston League Division Three \| Furness Premier League Division One \| Guildford and Woking Alliance League Division One \| Halifax and District League Division One \| Harrogate and District League Division One \| Hertford and District League Division Two \| Huddersfield and District Association Football League Division Two \| Ilford and District League Division Two \| Isle of Wight Saturday Football League Division One \| Lancashire Amateur League Division One \| Leeds Red Triangle Football League Division One \| Leicester and District League Division Two \| Leicester City League Division Two \| Mid-Essex League Division Two \| Mid Somerset League Division One \| Mid-Sussex Football League Division Four \| Middlesex County Senior League \| Midlands Regional Alliance Division Two \| Mining League Division Three \| Newcastle Corinthians League Division Two \| North Berks Football League Division Five \| North Bucks and District League Division Two \| North Devon League Intermediate Division Two \| North Gloucestershire League Division One \| North Leicestershire League Division Two \| North Northumberland League Division Two \| Northamptonshire Football Combination Division Four \| Portsmouth Saturday Football League Division Two \| Reading Football League Division Three \| Sheffield and Hallamshire County Senior League Division Two \| Southampton Saturday Football League Junior Division One \| South Devon Football League Division Three \| Southend Borough Combination Division Two \| Spen Valley and District Football League Division One \| Stroud and District League Division Two \| Suffolk and Ipswich Football League Division Four \| Taunton & District Saturday League Division Two \| Tyneside Amateur League Division Two \| Wakefield and District League Division One \| West Sussex Football League Division Four North \| West Sussex Football League Division Four South \| Weston super Mare and District League Division Two \| Witney and District League Division Two \| Yeovil and District League Division One \| York Football League Division One \| Yorkshire Old Boys League Senior Division A | Aldershot & District League Division Three \| Anglian Combination Division Four \| Banbury District and Lord Jersey FA Division Two \| Basingstoke and District Football League Division One \| Bath and District League Division Two \| Bournemouth Saturday Football League Division Three \| Brighton Hove and District Football League Division Four \| Bristol and District League Division One \| Bristol and Suburban Association Football League Division Two \| Cambridgeshire Football League Division Two A \| Cambridgeshire Football League Division Two B \| Cheltenham League Division Two \| Cirencester and District League Division Two \| Colchester and East Essex Football League Premier Division \| Craven and District League Division One \| Devon and Exeter Football League Senior Division Three \| Dorset Senior League Division Three \| Driffield and District League Division One \| Duchy League Division One \| East Berkshire League Division Four \| East Riding Amateur League Division One \| East Riding County League Division One \| East Sussex Football League Division Four \| Essex Business Houses Football League Division One \| Falmouth and Helston League Division Three \| Furness Premier League Division One \| Guildford and Woking Alliance League Division One \| Halifax and District League Division One \| Harrogate and District League Division One \| Hertford and District League Division Two \| Huddersfield and District Association Football League Division Two \| Ilford and District League Division Two \| Isle of Wight Saturday Football League Division One \| Lancashire Amateur League Division One \| Leeds Red Triangle Football League Division One \| Leicester and District League Division Two \| Leicester City League Division Two \| Mid-Essex League Division Two \| Mid Somerset League Division One \| Mid-Sussex Football League Division Four \| Middlesex County Senior League \| Midlands Regional Alliance Division Two \| Mining League Division Three \| Newcastle Corinthians League Division Two \| North Berks Football League Division Five \| North Bucks and District League Division Two \| North Devon League Intermediate Division Two \| North Gloucestershire League Division One \| North Leicestershire League Division Two \| North Northumberland League Division Two \| Northamptonshire Football Combination Division Four \| Portsmouth Saturday Football League Division Two \| Reading Football League Division Three \| Sheffield and Hallamshire County Senior League Division Two \| Southampton Saturday Football League Junior Division One \| South Devon Football League Division Three \| Southend Borough Combination Division Two \| Spen Valley and District Football League Division One \| Stroud and District League Division Two \| Suffolk and Ipswich Football League Division Four \| Taunton & District Saturday League Division Two \| Tyneside Amateur League Division Two \| Wakefield and District League Division One \| West Sussex Football League Division Four North \| West Sussex Football League Division Four South \| Weston super Mare and District League Division Two \| Witney and District League Division Two \| Yeovil and District League Division One \| York Football League Division One \| Yorkshire Old Boys League Senior Division A | Aldershot & District League Division Three \| Anglian Combination Division Four \| Banbury District and Lord Jersey FA Division Two \| Basingstoke and District Football League Division One \| Bath and District League Division Two \| Bournemouth Saturday Football League Division Three \| Brighton Hove and District Football League Division Four \| Bristol and District League Division One \| Bristol and Suburban Association Football League Division Two \| Cambridgeshire Football League Division Two A \| Cambridgeshire Football League Division Two B \| Cheltenham League Division Two \| Cirencester and District League Division Two \| Colchester and East Essex Football League Premier Division \| Craven and District League Division One \| Devon and Exeter Football League Senior Division Three \| Dorset Senior League Division Three \| Driffield and District League Division One \| Duchy League Division One \| East Berkshire League Division Four \| East Riding Amateur League Division One \| East Riding County League Division One \| East Sussex Football League Division Four \| Essex Business Houses Football League Division One \| Falmouth and Helston League Division Three \| Furness Premier League Division One \| Guildford and Woking Alliance League Division One \| Halifax and District League Division One \| Harrogate and District League Division One \| Hertford and District League Division Two \| Huddersfield and District Association Football League Division Two \| Ilford and District League Division Two \| Isle of Wight Saturday Football League Division One \| Lancashire Amateur League Division One \| Leeds Red Triangle Football League Division One \| Leicester and District League Division Two \| Leicester City League Division Two \| Mid-Essex League Division Two \| Mid Somerset League Division One \| Mid-Sussex Football League Division Four \| Middlesex County Senior League \| Midlands Regional Alliance Division Two \| Mining League Division Three \| Newcastle Corinthians League Division Two \| North Berks Football League Division Five \| North Bucks and District League Division Two \| North Devon League Intermediate Division Two \| North Gloucestershire League Division One \| North Leicestershire League Division Two \| North Northumberland League Division Two \| Northamptonshire Football Combination Division Four \| Portsmouth Saturday Football League Division Two \| Reading Football League Division Three \| Sheffield and Hallamshire County Senior League Division Two \| Southampton Saturday Football League Junior Division One \| South Devon Football League Division Three \| Southend Borough Combination Division Two \| Spen Valley and District Football League Division One \| Stroud and District League Division Two \| Suffolk and Ipswich Football League Division Four \| Taunton & District Saturday League Division Two \| Tyneside Amateur League Division Two \| Wakefield and District League Division One \| West Sussex Football League Division Four North \| West Sussex Football League Division Four South \| Weston super Mare and District League Division Two \| Witney and District League Division Two \| Yeovil and District League Division One \| York Football League Division One \| Yorkshire Old Boys League Senior Division A | Aldershot & District League Division Three \| Anglian Combination Division Four \| Banbury District and Lord Jersey FA Division Two \| Basingstoke and District Football League Division One \| Bath and District League Division Two \| Bournemouth Saturday Football League Division Three \| Brighton Hove and District Football League Division Four \| Bristol and District League Division One \| Bristol and Suburban Association Football League Division Two \| Cambridgeshire Football League Division Two A \| Cambridgeshire Football League Division Two B \| Cheltenham League Division Two \| Cirencester and District League Division Two \| Colchester and East Essex Football League Premier Division \| Craven and District League Division One \| Devon and Exeter Football League Senior Division Three \| Dorset Senior League Division Three \| Driffield and District League Division One \| Duchy League Division One \| East Berkshire League Division Four \| East Riding Amateur League Division One \| East Riding County League Division One \| East Sussex Football League Division Four \| Essex Business Houses Football League Division One \| Falmouth and Helston League Division Three \| Furness Premier League Division One \| Guildford and Woking Alliance League Division One \| Halifax and District League Division One \| Harrogate and District League Division One \| Hertford and District League Division Two \| Huddersfield and District Association Football League Division Two \| Ilford and District League Division Two \| Isle of Wight Saturday Football League Division One \| Lancashire Amateur League Division One \| Leeds Red Triangle Football League Division One \| Leicester and District League Division Two \| Leicester City League Division Two \| Mid-Essex League Division Two \| Mid Somerset League Division One \| Mid-Sussex Football League Division Four \| Middlesex County Senior League \| Midlands Regional Alliance Division Two \| Mining League Division Three \| Newcastle Corinthians League Division Two \| North Berks Football League Division Five \| North Bucks and District League Division Two \| North Devon League Intermediate Division Two \| North Gloucestershire League Division One \| North Leicestershire League Division Two \| North Northumberland League Division Two \| Northamptonshire Football Combination Division Four \| Portsmouth Saturday Football League Division Two \| Reading Football League Division Three \| Sheffield and Hallamshire County Senior League Division Two \| Southampton Saturday Football League Junior Division One \| South Devon Football League Division Three \| Southend Borough Combination Division Two \| Spen Valley and District Football League Division One \| Stroud and District League Division Two \| Suffolk and Ipswich Football League Division Four \| Taunton & District Saturday League Division Two \| Tyneside Amateur League Division Two \| Wakefield and District League Division One \| West Sussex Football League Division Four North \| West Sussex Football League Division Four South \| Weston super Mare and District League Division Two \| Witney and District League Division Two \| Yeovil and District League Division One \| York Football League Division One \| Yorkshire Old Boys League Senior Division A | Aldershot & District League Division Three \| Anglian Combination Division Four \| Banbury District and Lord Jersey FA Division Two \| Basingstoke and District Football League Division One \| Bath and District League Division Two \| Bournemouth Saturday Football League Division Three \| Brighton Hove and District Football League Division Four \| Bristol and District League Division One \| Bristol and Suburban Association Football League Division Two \| Cambridgeshire Football League Division Two A \| Cambridgeshire Football League Division Two B \| Cheltenham League Division Two \| Cirencester and District League Division Two \| Colchester and East Essex Football League Premier Division \| Craven and District League Division One \| Devon and Exeter Football League Senior Division Three \| Dorset Senior League Division Three \| Driffield and District League Division One \| Duchy League Division One \| East Berkshire League Division Four \| East Riding Amateur League Division One \| East Riding County League Division One \| East Sussex Football League Division Four \| Essex Business Houses Football League Division One \| Falmouth and Helston League Division Three \| Furness Premier League Division One \| Guildford and Woking Alliance League Division One \| Halifax and District League Division One \| Harrogate and District League Division One \| Hertford and District League Division Two \| Huddersfield and District Association Football League Division Two \| Ilford and District League Division Two \| Isle of Wight Saturday Football League Division One \| Lancashire Amateur League Division One \| Leeds Red Triangle Football League Division One \| Leicester and District League Division Two \| Leicester City League Division Two \| Mid-Essex League Division Two \| Mid Somerset League Division One \| Mid-Sussex Football League Division Four \| Middlesex County Senior League \| Midlands Regional Alliance Division Two \| Mining League Division Three \| Newcastle Corinthians League Division Two \| North Berks Football League Division Five \| North Bucks and District League Division Two \| North Devon League Intermediate Division Two \| North Gloucestershire League Division One \| North Leicestershire League Division Two \| North Northumberland League Division Two \| Northamptonshire Football Combination Division Four \| Portsmouth Saturday Football League Division Two \| Reading Football League Division Three \| Sheffield and Hallamshire County Senior League Division Two \| Southampton Saturday Football League Junior Division One \| South Devon Football League Division Three \| Southend Borough Combination Division Two \| Spen Valley and District Football League Division One \| Stroud and District League Division Two \| Suffolk and Ipswich Football League Division Four \| Taunton & District Saturday League Division Two \| Tyneside Amateur League Division Two \| Wakefield and District League Division One \| West Sussex Football League Division Four North \| West Sussex Football League Division Four South \| Weston super Mare and District League Division Two \| Witney and District League Division Two \| Yeovil and District League Division One \| York Football League Division One \| Yorkshire Old Boys League Senior Division A |
| 16     | Anglian Combination Division Five \| Banbury District and Lord Jersey FA Division Three \| Basingstoke and District Football League Division Two \| Bath and District League Division Three \| Bournemouth Saturday Football League Division Four \| Bristol and District League Division Two \| Bristol and Suburban Association Football League Division Three \| Cambridgeshire Football League Division Three A \| Cambridgeshire Football League Division Three B \| Cheltenham League Division Three \| Colchester and East Essex Football League Division One \| Craven and District League Division Two \| Devon and Exeter Football League Senior Division Four \| Dorset Senior League Division Four \| Driffield and District League Division Two \| Duchy League Division Two \| East Riding Amateur League Division Two \| East Riding County League Division Two \| East Sussex Football League Division Five \| Essex Business Houses Football League Division Two \| Guildford and Woking Alliance League Division Two \| Halifax and District League Division Two \| Harrogate and District League Division Two \| Hertford and District League Division Three \| Huddersfield and District Association Football League Division Three \| Ilford and District League Division Three \| Isle of Wight Saturday Football League Division Two \| Lancashire Amateur League Division Two \| Mid-Essex League Division Three \| Mid Somerset League Division Two \| Mid-Sussex Football League Division Five \| North Gloucestershire League Division Two \| North Leicestershire League Division Three \| Reading Football League Division Four \| Sheffield Sports and Athletic League \| Southampton Saturday Football League Junior Division Two \| South Devon Football League Division Four \| Southend Borough Combination Division Three \| South Yorkshire Amateur League Premier Division \| Stroud and District League Division Three \| Suffolk and Ipswich Football League Division Five \| Taunton & District Saturday League Division Three \| Wakefield and District League Division Two \| West Sussex Football League Division Five North \| West Sussex Football League Division Five South \| West Sussex Football League Division Five Central \| Weston super Mare and District League Division Three \| Witney and District League Division Three \| Yeovil and District League Division Two \| York Football League Division Two \| Yorkshire Old Boys League Division One | Anglian Combination Division Five \| Banbury District and Lord Jersey FA Division Three \| Basingstoke and District Football League Division Two \| Bath and District League Division Three \| Bournemouth Saturday Football League Division Four \| Bristol and District League Division Two \| Bristol and Suburban Association Football League Division Three \| Cambridgeshire Football League Division Three A \| Cambridgeshire Football League Division Three B \| Cheltenham League Division Three \| Colchester and East Essex Football League Division One \| Craven and District League Division Two \| Devon and Exeter Football League Senior Division Four \| Dorset Senior League Division Four \| Driffield and District League Division Two \| Duchy League Division Two \| East Riding Amateur League Division Two \| East Riding County League Division Two \| East Sussex Football League Division Five \| Essex Business Houses Football League Division Two \| Guildford and Woking Alliance League Division Two \| Halifax and District League Division Two \| Harrogate and District League Division Two \| Hertford and District League Division Three \| Huddersfield and District Association Football League Division Three \| Ilford and District League Division Three \| Isle of Wight Saturday Football League Division Two \| Lancashire Amateur League Division Two \| Mid-Essex League Division Three \| Mid Somerset League Division Two \| Mid-Sussex Football League Division Five \| North Gloucestershire League Division Two \| North Leicestershire League Division Three \| Reading Football League Division Four \| Sheffield Sports and Athletic League \| Southampton Saturday Football League Junior Division Two \| South Devon Football League Division Four \| Southend Borough Combination Division Three \| South Yorkshire Amateur League Premier Division \| Stroud and District League Division Three \| Suffolk and Ipswich Football League Division Five \| Taunton & District Saturday League Division Three \| Wakefield and District League Division Two \| West Sussex Football League Division Five North \| West Sussex Football League Division Five South \| West Sussex Football League Division Five Central \| Weston super Mare and District League Division Three \| Witney and District League Division Three \| Yeovil and District League Division Two \| York Football League Division Two \| Yorkshire Old Boys League Division One | Anglian Combination Division Five \| Banbury District and Lord Jersey FA Division Three \| Basingstoke and District Football League Division Two \| Bath and District League Division Three \| Bournemouth Saturday Football League Division Four \| Bristol and District League Division Two \| Bristol and Suburban Association Football League Division Three \| Cambridgeshire Football League Division Three A \| Cambridgeshire Football League Division Three B \| Cheltenham League Division Three \| Colchester and East Essex Football League Division One \| Craven and District League Division Two \| Devon and Exeter Football League Senior Division Four \| Dorset Senior League Division Four \| Driffield and District League Division Two \| Duchy League Division Two \| East Riding Amateur League Division Two \| East Riding County League Division Two \| East Sussex Football League Division Five \| Essex Business Houses Football League Division Two \| Guildford and Woking Alliance League Division Two \| Halifax and District League Division Two \| Harrogate and District League Division Two \| Hertford and District League Division Three \| Huddersfield and District Association Football League Division Three \| Ilford and District League Division Three \| Isle of Wight Saturday Football League Division Two \| Lancashire Amateur League Division Two \| Mid-Essex League Division Three \| Mid Somerset League Division Two \| Mid-Sussex Football League Division Five \| North Gloucestershire League Division Two \| North Leicestershire League Division Three \| Reading Football League Division Four \| Sheffield Sports and Athletic League \| Southampton Saturday Football League Junior Division Two \| South Devon Football League Division Four \| Southend Borough Combination Division Three \| South Yorkshire Amateur League Premier Division \| Stroud and District League Division Three \| Suffolk and Ipswich Football League Division Five \| Taunton & District Saturday League Division Three \| Wakefield and District League Division Two \| West Sussex Football League Division Five North \| West Sussex Football League Division Five South \| West Sussex Football League Division Five Central \| Weston super Mare and District League Division Three \| Witney and District League Division Three \| Yeovil and District League Division Two \| York Football League Division Two \| Yorkshire Old Boys League Division One | Anglian Combination Division Five \| Banbury District and Lord Jersey FA Division Three \| Basingstoke and District Football League Division Two \| Bath and District League Division Three \| Bournemouth Saturday Football League Division Four \| Bristol and District League Division Two \| Bristol and Suburban Association Football League Division Three \| Cambridgeshire Football League Division Three A \| Cambridgeshire Football League Division Three B \| Cheltenham League Division Three \| Colchester and East Essex Football League Division One \| Craven and District League Division Two \| Devon and Exeter Football League Senior Division Four \| Dorset Senior League Division Four \| Driffield and District League Division Two \| Duchy League Division Two \| East Riding Amateur League Division Two \| East Riding County League Division Two \| East Sussex Football League Division Five \| Essex Business Houses Football League Division Two \| Guildford and Woking Alliance League Division Two \| Halifax and District League Division Two \| Harrogate and District League Division Two \| Hertford and District League Division Three \| Huddersfield and District Association Football League Division Three \| Ilford and District League Division Three \| Isle of Wight Saturday Football League Division Two \| Lancashire Amateur League Division Two \| Mid-Essex League Division Three \| Mid Somerset League Division Two \| Mid-Sussex Football League Division Five \| North Gloucestershire League Division Two \| North Leicestershire League Division Three \| Reading Football League Division Four \| Sheffield Sports and Athletic League \| Southampton Saturday Football League Junior Division Two \| South Devon Football League Division Four \| Southend Borough Combination Division Three \| South Yorkshire Amateur League Premier Division \| Stroud and District League Division Three \| Suffolk and Ipswich Football League Division Five \| Taunton & District Saturday League Division Three \| Wakefield and District League Division Two \| West Sussex Football League Division Five North \| West Sussex Football League Division Five South \| West Sussex Football League Division Five Central \| Weston super Mare and District League Division Three \| Witney and District League Division Three \| Yeovil and District League Division Two \| York Football League Division Two \| Yorkshire Old Boys League Division One | Anglian Combination Division Five \| Banbury District and Lord Jersey FA Division Three \| Basingstoke and District Football League Division Two \| Bath and District League Division Three \| Bournemouth Saturday Football League Division Four \| Bristol and District League Division Two \| Bristol and Suburban Association Football League Division Three \| Cambridgeshire Football League Division Three A \| Cambridgeshire Football League Division Three B \| Cheltenham League Division Three \| Colchester and East Essex Football League Division One \| Craven and District League Division Two \| Devon and Exeter Football League Senior Division Four \| Dorset Senior League Division Four \| Driffield and District League Division Two \| Duchy League Division Two \| East Riding Amateur League Division Two \| East Riding County League Division Two \| East Sussex Football League Division Five \| Essex Business Houses Football League Division Two \| Guildford and Woking Alliance League Division Two \| Halifax and District League Division Two \| Harrogate and District League Division Two \| Hertford and District League Division Three \| Huddersfield and District Association Football League Division Three \| Ilford and District League Division Three \| Isle of Wight Saturday Football League Division Two \| Lancashire Amateur League Division Two \| Mid-Essex League Division Three \| Mid Somerset League Division Two \| Mid-Sussex Football League Division Five \| North Gloucestershire League Division Two \| North Leicestershire League Division Three \| Reading Football League Division Four \| Sheffield Sports and Athletic League \| Southampton Saturday Football League Junior Division Two \| South Devon Football League Division Four \| Southend Borough Combination Division Three \| South Yorkshire Amateur League Premier Division \| Stroud and District League Division Three \| Suffolk and Ipswich Football League Division Five \| Taunton & District Saturday League Division Three \| Wakefield and District League Division Two \| West Sussex Football League Division Five North \| West Sussex Football League Division Five South \| West Sussex Football League Division Five Central \| Weston super Mare and District League Division Three \| Witney and District League Division Three \| Yeovil and District League Division Two \| York Football League Division Two \| Yorkshire Old Boys League Division One | Anglian Combination Division Five \| Banbury District and Lord Jersey FA Division Three \| Basingstoke and District Football League Division Two \| Bath and District League Division Three \| Bournemouth Saturday Football League Division Four \| Bristol and District League Division Two \| Bristol and Suburban Association Football League Division Three \| Cambridgeshire Football League Division Three A \| Cambridgeshire Football League Division Three B \| Cheltenham League Division Three \| Colchester and East Essex Football League Division One \| Craven and District League Division Two \| Devon and Exeter Football League Senior Division Four \| Dorset Senior League Division Four \| Driffield and District League Division Two \| Duchy League Division Two \| East Riding Amateur League Division Two \| East Riding County League Division Two \| East Sussex Football League Division Five \| Essex Business Houses Football League Division Two \| Guildford and Woking Alliance League Division Two \| Halifax and District League Division Two \| Harrogate and District League Division Two \| Hertford and District League Division Three \| Huddersfield and District Association Football League Division Three \| Ilford and District League Division Three \| Isle of Wight Saturday Football League Division Two \| Lancashire Amateur League Division Two \| Mid-Essex League Division Three \| Mid Somerset League Division Two \| Mid-Sussex Football League Division Five \| North Gloucestershire League Division Two \| North Leicestershire League Division Three \| Reading Football League Division Four \| Sheffield Sports and Athletic League \| Southampton Saturday Football League Junior Division Two \| South Devon Football League Division Four \| Southend Borough Combination Division Three \| South Yorkshire Amateur League Premier Division \| Stroud and District League Division Three \| Suffolk and Ipswich Football League Division Five \| Taunton & District Saturday League Division Three \| Wakefield and District League Division Two \| West Sussex Football League Division Five North \| West Sussex Football League Division Five South \| West Sussex Football League Division Five Central \| Weston super Mare and District League Division Three \| Witney and District League Division Three \| Yeovil and District League Division Two \| York Football League Division Two \| Yorkshire Old Boys League Division One |
| 17     | Anglian Combination Division Six \| Bournemouth Saturday Football League Division Five \| Bristol and District League Division Three \| Bristol and Suburban Association Football League Division Four \| Cambridgeshire Football League Division Four A \| Cambridgeshire Football League Division Four B \| Cheltenham League Division Four \| Colchester and East Essex Football League Division Two \| Craven and District League Division Three \| Devon and Exeter Football League Senior Division Five \| Driffield and District League Division Three \| Duchy League Division Three \| East Riding County League Division Three \| East Sussex Football League Division Six \| Essex Business Houses Football League Division Three \| Guildford and Woking Alliance League Division Three \| Halifax and District League Division Three \| Harrogate and District League Division Three \| Huddersfield and District Association Football League Division Four \| Isle of Wight Saturday Football League Division Three \| Lancashire Amateur League Division Three \| Mid-Essex League Division Four \| Mid Somerset League Division Three \| Mid-Sussex Football League Division Six \| North Gloucestershire League Division Three \| North Leicestershire League Division Four \| Southampton Saturday Football League Junior Division Three \| South Devon Football League Division Five \| South Yorkshire Amateur League Division One \| Southend Borough Combination Division Four \| Stroud and District League Division Four \| Suffolk and Ipswich Football League Division Six \| Taunton & District Saturday League Division Four \| Wakefield and District League Division Three \| Weston super Mare and District League Division Four \| Yeovil and District League Division Three \| York Football League Division Three \| Yorkshire Old Boys League Division Two | Anglian Combination Division Six \| Bournemouth Saturday Football League Division Five \| Bristol and District League Division Three \| Bristol and Suburban Association Football League Division Four \| Cambridgeshire Football League Division Four A \| Cambridgeshire Football League Division Four B \| Cheltenham League Division Four \| Colchester and East Essex Football League Division Two \| Craven and District League Division Three \| Devon and Exeter Football League Senior Division Five \| Driffield and District League Division Three \| Duchy League Division Three \| East Riding County League Division Three \| East Sussex Football League Division Six \| Essex Business Houses Football League Division Three \| Guildford and Woking Alliance League Division Three \| Halifax and District League Division Three \| Harrogate and District League Division Three \| Huddersfield and District Association Football League Division Four \| Isle of Wight Saturday Football League Division Three \| Lancashire Amateur League Division Three \| Mid-Essex League Division Four \| Mid Somerset League Division Three \| Mid-Sussex Football League Division Six \| North Gloucestershire League Division Three \| North Leicestershire League Division Four \| Southampton Saturday Football League Junior Division Three \| South Devon Football League Division Five \| South Yorkshire Amateur League Division One \| Southend Borough Combination Division Four \| Stroud and District League Division Four \| Suffolk and Ipswich Football League Division Six \| Taunton & District Saturday League Division Four \| Wakefield and District League Division Three \| Weston super Mare and District League Division Four \| Yeovil and District League Division Three \| York Football League Division Three \| Yorkshire Old Boys League Division Two | Anglian Combination Division Six \| Bournemouth Saturday Football League Division Five \| Bristol and District League Division Three \| Bristol and Suburban Association Football League Division Four \| Cambridgeshire Football League Division Four A \| Cambridgeshire Football League Division Four B \| Cheltenham League Division Four \| Colchester and East Essex Football League Division Two \| Craven and District League Division Three \| Devon and Exeter Football League Senior Division Five \| Driffield and District League Division Three \| Duchy League Division Three \| East Riding County League Division Three \| East Sussex Football League Division Six \| Essex Business Houses Football League Division Three \| Guildford and Woking Alliance League Division Three \| Halifax and District League Division Three \| Harrogate and District League Division Three \| Huddersfield and District Association Football League Division Four \| Isle of Wight Saturday Football League Division Three \| Lancashire Amateur League Division Three \| Mid-Essex League Division Four \| Mid Somerset League Division Three \| Mid-Sussex Football League Division Six \| North Gloucestershire League Division Three \| North Leicestershire League Division Four \| Southampton Saturday Football League Junior Division Three \| South Devon Football League Division Five \| South Yorkshire Amateur League Division One \| Southend Borough Combination Division Four \| Stroud and District League Division Four \| Suffolk and Ipswich Football League Division Six \| Taunton & District Saturday League Division Four \| Wakefield and District League Division Three \| Weston super Mare and District League Division Four \| Yeovil and District League Division Three \| York Football League Division Three \| Yorkshire Old Boys League Division Two | Anglian Combination Division Six \| Bournemouth Saturday Football League Division Five \| Bristol and District League Division Three \| Bristol and Suburban Association Football League Division Four \| Cambridgeshire Football League Division Four A \| Cambridgeshire Football League Division Four B \| Cheltenham League Division Four \| Colchester and East Essex Football League Division Two \| Craven and District League Division Three \| Devon and Exeter Football League Senior Division Five \| Driffield and District League Division Three \| Duchy League Division Three \| East Riding County League Division Three \| East Sussex Football League Division Six \| Essex Business Houses Football League Division Three \| Guildford and Woking Alliance League Division Three \| Halifax and District League Division Three \| Harrogate and District League Division Three \| Huddersfield and District Association Football League Division Four \| Isle of Wight Saturday Football League Division Three \| Lancashire Amateur League Division Three \| Mid-Essex League Division Four \| Mid Somerset League Division Three \| Mid-Sussex Football League Division Six \| North Gloucestershire League Division Three \| North Leicestershire League Division Four \| Southampton Saturday Football League Junior Division Three \| South Devon Football League Division Five \| South Yorkshire Amateur League Division One \| Southend Borough Combination Division Four \| Stroud and District League Division Four \| Suffolk and Ipswich Football League Division Six \| Taunton & District Saturday League Division Four \| Wakefield and District League Division Three \| Weston super Mare and District League Division Four \| Yeovil and District League Division Three \| York Football League Division Three \| Yorkshire Old Boys League Division Two | Anglian Combination Division Six \| Bournemouth Saturday Football League Division Five \| Bristol and District League Division Three \| Bristol and Suburban Association Football League Division Four \| Cambridgeshire Football League Division Four A \| Cambridgeshire Football League Division Four B \| Cheltenham League Division Four \| Colchester and East Essex Football League Division Two \| Craven and District League Division Three \| Devon and Exeter Football League Senior Division Five \| Driffield and District League Division Three \| Duchy League Division Three \| East Riding County League Division Three \| East Sussex Football League Division Six \| Essex Business Houses Football League Division Three \| Guildford and Woking Alliance League Division Three \| Halifax and District League Division Three \| Harrogate and District League Division Three \| Huddersfield and District Association Football League Division Four \| Isle of Wight Saturday Football League Division Three \| Lancashire Amateur League Division Three \| Mid-Essex League Division Four \| Mid Somerset League Division Three \| Mid-Sussex Football League Division Six \| North Gloucestershire League Division Three \| North Leicestershire League Division Four \| Southampton Saturday Football League Junior Division Three \| South Devon Football League Division Five \| South Yorkshire Amateur League Division One \| Southend Borough Combination Division Four \| Stroud and District League Division Four \| Suffolk and Ipswich Football League Division Six \| Taunton & District Saturday League Division Four \| Wakefield and District League Division Three \| Weston super Mare and District League Division Four \| Yeovil and District League Division Three \| York Football League Division Three \| Yorkshire Old Boys League Division Two | Anglian Combination Division Six \| Bournemouth Saturday Football League Division Five \| Bristol and District League Division Three \| Bristol and Suburban Association Football League Division Four \| Cambridgeshire Football League Division Four A \| Cambridgeshire Football League Division Four B \| Cheltenham League Division Four \| Colchester and East Essex Football League Division Two \| Craven and District League Division Three \| Devon and Exeter Football League Senior Division Five \| Driffield and District League Division Three \| Duchy League Division Three \| East Riding County League Division Three \| East Sussex Football League Division Six \| Essex Business Houses Football League Division Three \| Guildford and Woking Alliance League Division Three \| Halifax and District League Division Three \| Harrogate and District League Division Three \| Huddersfield and District Association Football League Division Four \| Isle of Wight Saturday Football League Division Three \| Lancashire Amateur League Division Three \| Mid-Essex League Division Four \| Mid Somerset League Division Three \| Mid-Sussex Football League Division Six \| North Gloucestershire League Division Three \| North Leicestershire League Division Four \| Southampton Saturday Football League Junior Division Three \| South Devon Football League Division Five \| South Yorkshire Amateur League Division One \| Southend Borough Combination Division Four \| Stroud and District League Division Four \| Suffolk and Ipswich Football League Division Six \| Taunton & District Saturday League Division Four \| Wakefield and District League Division Three \| Weston super Mare and District League Division Four \| Yeovil and District League Division Three \| York Football League Division Three \| Yorkshire Old Boys League Division Two |
| 18     | Bournemouth Saturday Football League Division Six \| Bristol and District League Division Four \| Bristol and Suburban Association Football League Division Five \| Bury and District League Division One \| Cambridgeshire Football League Division Five A \| Cambridgeshire Football League Division Five B \| Central and South Norfolk League Division One \| Cheltenham League Division Five \| Colchester and East Essex Football League Division Three \| Devon and Exeter Football League Intermediate Division One \| Duchy League Division Four \| East Riding County League Division Four \| Guildford and Woking Alliance League Division Four \| Lancashire Amateur League Division Four \| Mid-Essex League Division Five \| Mid-Sussex Football League Division Seven \| North Gloucestershire League Division Four \| Southampton Saturday Football League Junior Division Four \| South Devon Football League Division Six \| Southend Borough Combination Division Five \| Stroud and District League Division Five \| Weston super Mare and District League Division Five \| Yorkshire Old Boys League Division Three | Bournemouth Saturday Football League Division Six \| Bristol and District League Division Four \| Bristol and Suburban Association Football League Division Five \| Bury and District League Division One \| Cambridgeshire Football League Division Five A \| Cambridgeshire Football League Division Five B \| Central and South Norfolk League Division One \| Cheltenham League Division Five \| Colchester and East Essex Football League Division Three \| Devon and Exeter Football League Intermediate Division One \| Duchy League Division Four \| East Riding County League Division Four \| Guildford and Woking Alliance League Division Four \| Lancashire Amateur League Division Four \| Mid-Essex League Division Five \| Mid-Sussex Football League Division Seven \| North Gloucestershire League Division Four \| Southampton Saturday Football League Junior Division Four \| South Devon Football League Division Six \| Southend Borough Combination Division Five \| Stroud and District League Division Five \| Weston super Mare and District League Division Five \| Yorkshire Old Boys League Division Three | Bournemouth Saturday Football League Division Six \| Bristol and District League Division Four \| Bristol and Suburban Association Football League Division Five \| Bury and District League Division One \| Cambridgeshire Football League Division Five A \| Cambridgeshire Football League Division Five B \| Central and South Norfolk League Division One \| Cheltenham League Division Five \| Colchester and East Essex Football League Division Three \| Devon and Exeter Football League Intermediate Division One \| Duchy League Division Four \| East Riding County League Division Four \| Guildford and Woking Alliance League Division Four \| Lancashire Amateur League Division Four \| Mid-Essex League Division Five \| Mid-Sussex Football League Division Seven \| North Gloucestershire League Division Four \| Southampton Saturday Football League Junior Division Four \| South Devon Football League Division Six \| Southend Borough Combination Division Five \| Stroud and District League Division Five \| Weston super Mare and District League Division Five \| Yorkshire Old Boys League Division Three | Bournemouth Saturday Football League Division Six \| Bristol and District League Division Four \| Bristol and Suburban Association Football League Division Five \| Bury and District League Division One \| Cambridgeshire Football League Division Five A \| Cambridgeshire Football League Division Five B \| Central and South Norfolk League Division One \| Cheltenham League Division Five \| Colchester and East Essex Football League Division Three \| Devon and Exeter Football League Intermediate Division One \| Duchy League Division Four \| East Riding County League Division Four \| Guildford and Woking Alliance League Division Four \| Lancashire Amateur League Division Four \| Mid-Essex League Division Five \| Mid-Sussex Football League Division Seven \| North Gloucestershire League Division Four \| Southampton Saturday Football League Junior Division Four \| South Devon Football League Division Six \| Southend Borough Combination Division Five \| Stroud and District League Division Five \| Weston super Mare and District League Division Five \| Yorkshire Old Boys League Division Three | Bournemouth Saturday Football League Division Six \| Bristol and District League Division Four \| Bristol and Suburban Association Football League Division Five \| Bury and District League Division One \| Cambridgeshire Football League Division Five A \| Cambridgeshire Football League Division Five B \| Central and South Norfolk League Division One \| Cheltenham League Division Five \| Colchester and East Essex Football League Division Three \| Devon and Exeter Football League Intermediate Division One \| Duchy League Division Four \| East Riding County League Division Four \| Guildford and Woking Alliance League Division Four \| Lancashire Amateur League Division Four \| Mid-Essex League Division Five \| Mid-Sussex Football League Division Seven \| North Gloucestershire League Division Four \| Southampton Saturday Football League Junior Division Four \| South Devon Football League Division Six \| Southend Borough Combination Division Five \| Stroud and District League Division Five \| Weston super Mare and District League Division Five \| Yorkshire Old Boys League Division Three | Bournemouth Saturday Football League Division Six \| Bristol and District League Division Four \| Bristol and Suburban Association Football League Division Five \| Bury and District League Division One \| Cambridgeshire Football League Division Five A \| Cambridgeshire Football League Division Five B \| Central and South Norfolk League Division One \| Cheltenham League Division Five \| Colchester and East Essex Football League Division Three \| Devon and Exeter Football League Intermediate Division One \| Duchy League Division Four \| East Riding County League Division Four \| Guildford and Woking Alliance League Division Four \| Lancashire Amateur League Division Four \| Mid-Essex League Division Five \| Mid-Sussex Football League Division Seven \| North Gloucestershire League Division Four \| Southampton Saturday Football League Junior Division Four \| South Devon Football League Division Six \| Southend Borough Combination Division Five \| Stroud and District League Division Five \| Weston super Mare and District League Division Five \| Yorkshire Old Boys League Division Three |
| 19     | Bristol and District League Division Five \| Bury and District League Division Two \| Central and South Norfolk League Division Two \| Devon and Exeter Football League Intermediate Division Two \| Duchy League Division Five \| East Riding County League Division Five \| Huddersfield and District Works and Combination League \| Lancashire Amateur League Division Five \| Mid-Sussex Football League Division Eight \| Southampton Saturday Football League Junior Division Five \| South Devon Football League Division Seven \| Southend Borough Combination Division Six \| Stroud and District League Division Six \| Weston super Mare and District League Division Six \| Yorkshire Old Boys League Division Four | Bristol and District League Division Five \| Bury and District League Division Two \| Central and South Norfolk League Division Two \| Devon and Exeter Football League Intermediate Division Two \| Duchy League Division Five \| East Riding County League Division Five \| Huddersfield and District Works and Combination League \| Lancashire Amateur League Division Five \| Mid-Sussex Football League Division Eight \| Southampton Saturday Football League Junior Division Five \| South Devon Football League Division Seven \| Southend Borough Combination Division Six \| Stroud and District League Division Six \| Weston super Mare and District League Division Six \| Yorkshire Old Boys League Division Four | Bristol and District League Division Five \| Bury and District League Division Two \| Central and South Norfolk League Division Two \| Devon and Exeter Football League Intermediate Division Two \| Duchy League Division Five \| East Riding County League Division Five \| Huddersfield and District Works and Combination League \| Lancashire Amateur League Division Five \| Mid-Sussex Football League Division Eight \| Southampton Saturday Football League Junior Division Five \| South Devon Football League Division Seven \| Southend Borough Combination Division Six \| Stroud and District League Division Six \| Weston super Mare and District League Division Six \| Yorkshire Old Boys League Division Four | Bristol and District League Division Five \| Bury and District League Division Two \| Central and South Norfolk League Division Two \| Devon and Exeter Football League Intermediate Division Two \| Duchy League Division Five \| East Riding County League Division Five \| Huddersfield and District Works and Combination League \| Lancashire Amateur League Division Five \| Mid-Sussex Football League Division Eight \| Southampton Saturday Football League Junior Division Five \| South Devon Football League Division Seven \| Southend Borough Combination Division Six \| Stroud and District League Division Six \| Weston super Mare and District League Division Six \| Yorkshire Old Boys League Division Four | Bristol and District League Division Five \| Bury and District League Division Two \| Central and South Norfolk League Division Two \| Devon and Exeter Football League Intermediate Division Two \| Duchy League Division Five \| East Riding County League Division Five \| Huddersfield and District Works and Combination League \| Lancashire Amateur League Division Five \| Mid-Sussex Football League Division Eight \| Southampton Saturday Football League Junior Division Five \| South Devon Football League Division Seven \| Southend Borough Combination Division Six \| Stroud and District League Division Six \| Weston super Mare and District League Division Six \| Yorkshire Old Boys League Division Four | Bristol and District League Division Five \| Bury and District League Division Two \| Central and South Norfolk League Division Two \| Devon and Exeter Football League Intermediate Division Two \| Duchy League Division Five \| East Riding County League Division Five \| Huddersfield and District Works and Combination League \| Lancashire Amateur League Division Five \| Mid-Sussex Football League Division Eight \| Southampton Saturday Football League Junior Division Five \| South Devon Football League Division Seven \| Southend Borough Combination Division Six \| Stroud and District League Division Six \| Weston super Mare and District League Division Six \| Yorkshire Old Boys League Division Four |
| 20     | Bristol and District League Division Six \| Bury and District League Division Three \| Central and South Norfolk League Division Three \| Devon and Exeter Football League Intermediate Division Three \| Lancashire Amateur League Division Six \| Mid-Sussex Football League Division Nine \| Southampton Saturday Football League Junior Division Six \| Southend Borough Combination Division Seven \| Stroud and District League Division Seven \| Yorkshire Old Boys League Division Five | Bristol and District League Division Six \| Bury and District League Division Three \| Central and South Norfolk League Division Three \| Devon and Exeter Football League Intermediate Division Three \| Lancashire Amateur League Division Six \| Mid-Sussex Football League Division Nine \| Southampton Saturday Football League Junior Division Six \| Southend Borough Combination Division Seven \| Stroud and District League Division Seven \| Yorkshire Old Boys League Division Five | Bristol and District League Division Six \| Bury and District League Division Three \| Central and South Norfolk League Division Three \| Devon and Exeter Football League Intermediate Division Three \| Lancashire Amateur League Division Six \| Mid-Sussex Football League Division Nine \| Southampton Saturday Football League Junior Division Six \| Southend Borough Combination Division Seven \| Stroud and District League Division Seven \| Yorkshire Old Boys League Division Five | Bristol and District League Division Six \| Bury and District League Division Three \| Central and South Norfolk League Division Three \| Devon and Exeter Football League Intermediate Division Three \| Lancashire Amateur League Division Six \| Mid-Sussex Football League Division Nine \| Southampton Saturday Football League Junior Division Six \| Southend Borough Combination Division Seven \| Stroud and District League Division Seven \| Yorkshire Old Boys League Division Five | Bristol and District League Division Six \| Bury and District League Division Three \| Central and South Norfolk League Division Three \| Devon and Exeter Football League Intermediate Division Three \| Lancashire Amateur League Division Six \| Mid-Sussex Football League Division Nine \| Southampton Saturday Football League Junior Division Six \| Southend Borough Combination Division Seven \| Stroud and District League Division Seven \| Yorkshire Old Boys League Division Five | Bristol and District League Division Six \| Bury and District League Division Three \| Central and South Norfolk League Division Three \| Devon and Exeter Football League Intermediate Division Three \| Lancashire Amateur League Division Six \| Mid-Sussex Football League Division Nine \| Southampton Saturday Football League Junior Division Six \| Southend Borough Combination Division Seven \| Stroud and District League Division Seven \| Yorkshire Old Boys League Division Five |
| 21     | Bristol and Avon League \| Bristol Downs Football League Division One \| Central and South Norfolk League Division Four \| Devon and Exeter Football League Intermediate Division Four \| Lancashire Amateur League Division Seven \| Stroud and District League Division Eight | Bristol and Avon League \| Bristol Downs Football League Division One \| Central and South Norfolk League Division Four \| Devon and Exeter Football League Intermediate Division Four \| Lancashire Amateur League Division Seven \| Stroud and District League Division Eight | Bristol and Avon League \| Bristol Downs Football League Division One \| Central and South Norfolk League Division Four \| Devon and Exeter Football League Intermediate Division Four \| Lancashire Amateur League Division Seven \| Stroud and District League Division Eight | Bristol and Avon League \| Bristol Downs Football League Division One \| Central and South Norfolk League Division Four \| Devon and Exeter Football League Intermediate Division Four \| Lancashire Amateur League Division Seven \| Stroud and District League Division Eight | Bristol and Avon League \| Bristol Downs Football League Division One \| Central and South Norfolk League Division Four \| Devon and Exeter Football League Intermediate Division Four \| Lancashire Amateur League Division Seven \| Stroud and District League Division Eight | Bristol and Avon League \| Bristol Downs Football League Division One \| Central and South Norfolk League Division Four \| Devon and Exeter Football League Intermediate Division Four \| Lancashire Amateur League Division Seven \| Stroud and District League Division Eight |
| 22     | Bristol Downs Football League Division Two | Bristol Downs Football League Division Two | Bristol Downs Football League Division Two | Bristol Downs Football League Division Two | Bristol Downs Football League Division Two | Bristol Downs Football League Division Two |
| 23     | Bristol Downs Football League Division Three | Bristol Downs Football League Division Three | Bristol Downs Football League Division Three | Bristol Downs Football League Division Three | Bristol Downs Football League Division Three | Bristol Downs Football League Division Three |
| 24     | Bristol Downs Football League Division Four | Bristol Downs Football League Division Four | Bristol Downs Football League Division Four | Bristol Downs Football League Division Four | Bristol Downs Football League Division Four | Bristol Downs Football League Division Four |